# タトラK2
タトラK2は、かつてチェコスロバキア（現：チェコ）のプラハに存在したタトラ国営会社スミーホフ工場（→ČKDタトラ）が製造した路面電車車両（タトラカー）。チェコスロバキアを始めとする東側諸国各地の路面電車に導入された2車体連接車である。

## 概要

### 導入までの経緯
1951年から製造が始まった、アメリカ合衆国の高性能路面電車・PCCカーの技術をライセンス契約の元で用いたタトラ国営会社スミーホフ工場（ČKDタトラ）の路面電車車両・タトラカーは、1960年代中盤まで1両での運用が可能な単車（ボギー車）のみが生産されていた。だが、都市によっては単車では輸送力不足、2両編成では逆に輸送力過剰となる場合が存在した他、車掌業務が存在した時代には連結運転を行う際に各車両に車掌を配置しなければならず人員の面でも問題があった。そこで求められたのが、各車体が貫通幌で繋がっており、単車よりも定員数が多い、アメリカのPCCカーには存在しなかった連接車であった。
1964年と1965年に最初の連接車であるタトラK1が1両ずつ製造され、チェコスロバキア（現：チェコ）のプラハ市電やオストラヴァ市電で試運転が実施されたが、電気機器の故障が相次いだ事で1968年までにタトラ国営会社スミーホフ工場へと返却される事態となった。それを受け、機器の見直しを行った連接車がタトラK2である。

### 構造
ループ線が存在する路線での運用を前提とした片運転台の2車体連接車で、乗降扉（2枚折り戸）も前後車体共に右側に2箇所存在する。両車体間には蛇腹式の幌で繋がっており、車内の連接面付近には手すりが設置されている。製造当初、車体の側面窓下にはリベットで留められたコルゲート加工を施した外板が存在したが、多くの都市では修繕・更新工事の過程で撤去されている。
車内には進行方向右側（乗降扉側）に1列、左側に2列のクロスシートが配置されており、ラミネート加工もしくは合成皮革で覆った布張りの座席が用いられている。先頭車体の連接面側にある扉付近には車掌用の空間や座席が存在する。車内の暖房には電気ヒーターが用いられるが、顧客からの要望に応じて制動装置から生じた発熱を暖房に利用する事も可能である。
故障が多発したK1の事例を受け、電気機器はボギー車のタトラT3を基にしているが、より大きな電流負荷に対応可能なよう抵抗器（加速器）の設計が変更されている。制動装置についてもタトラT3と同様、発電ブレーキ、ディスクブレーキ、電磁吸着ブレーキが搭載されている。製造時の集電装置は菱形パンタグラフが用いられ、最大6,153 mmの高さにある架線まで対応可能である。台車は連接部分に付随台車、それ以外に動力台車が配置されており、付随台車のディスクブレーキは機械式である。

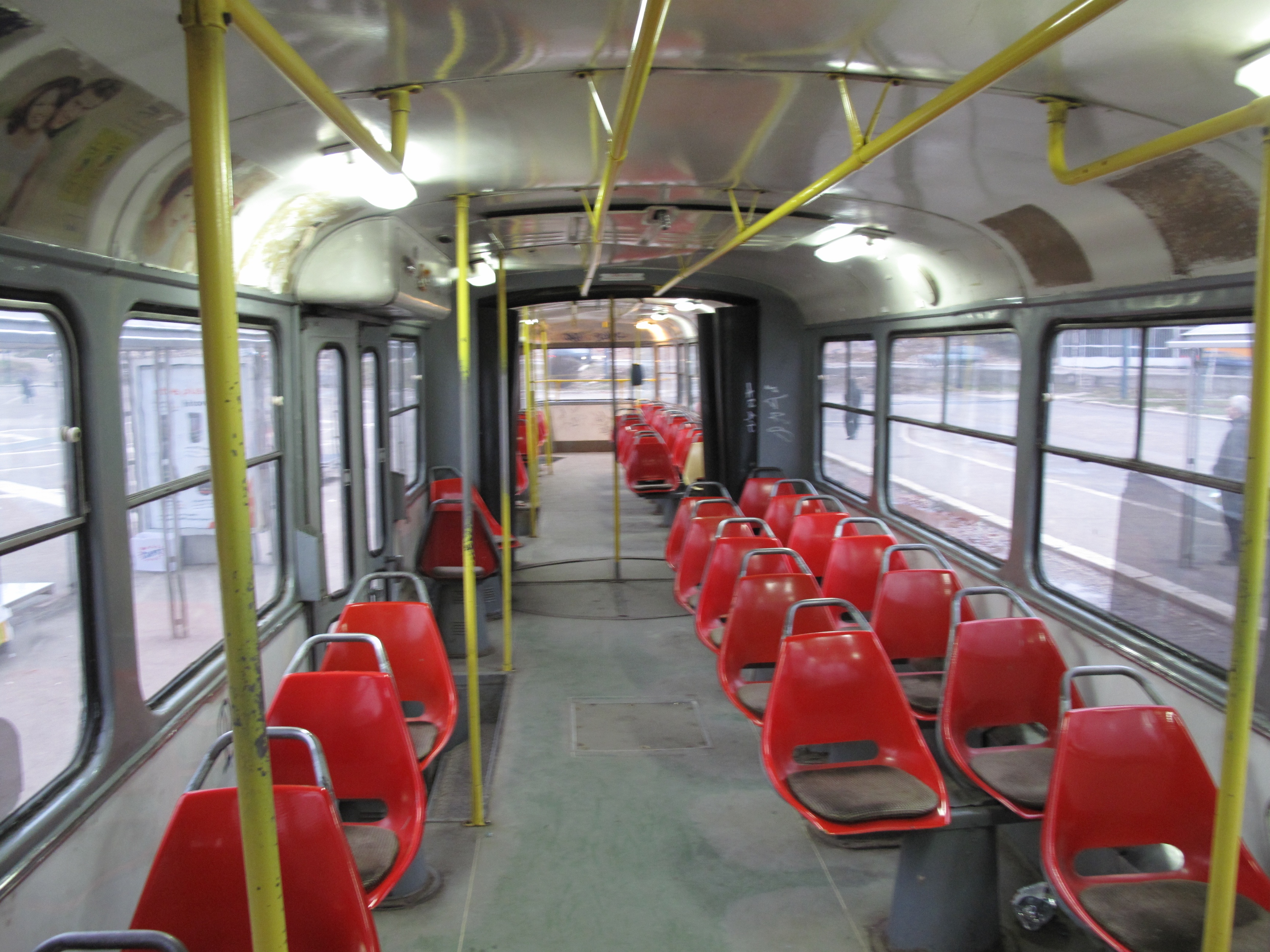
車内（サラエボ）
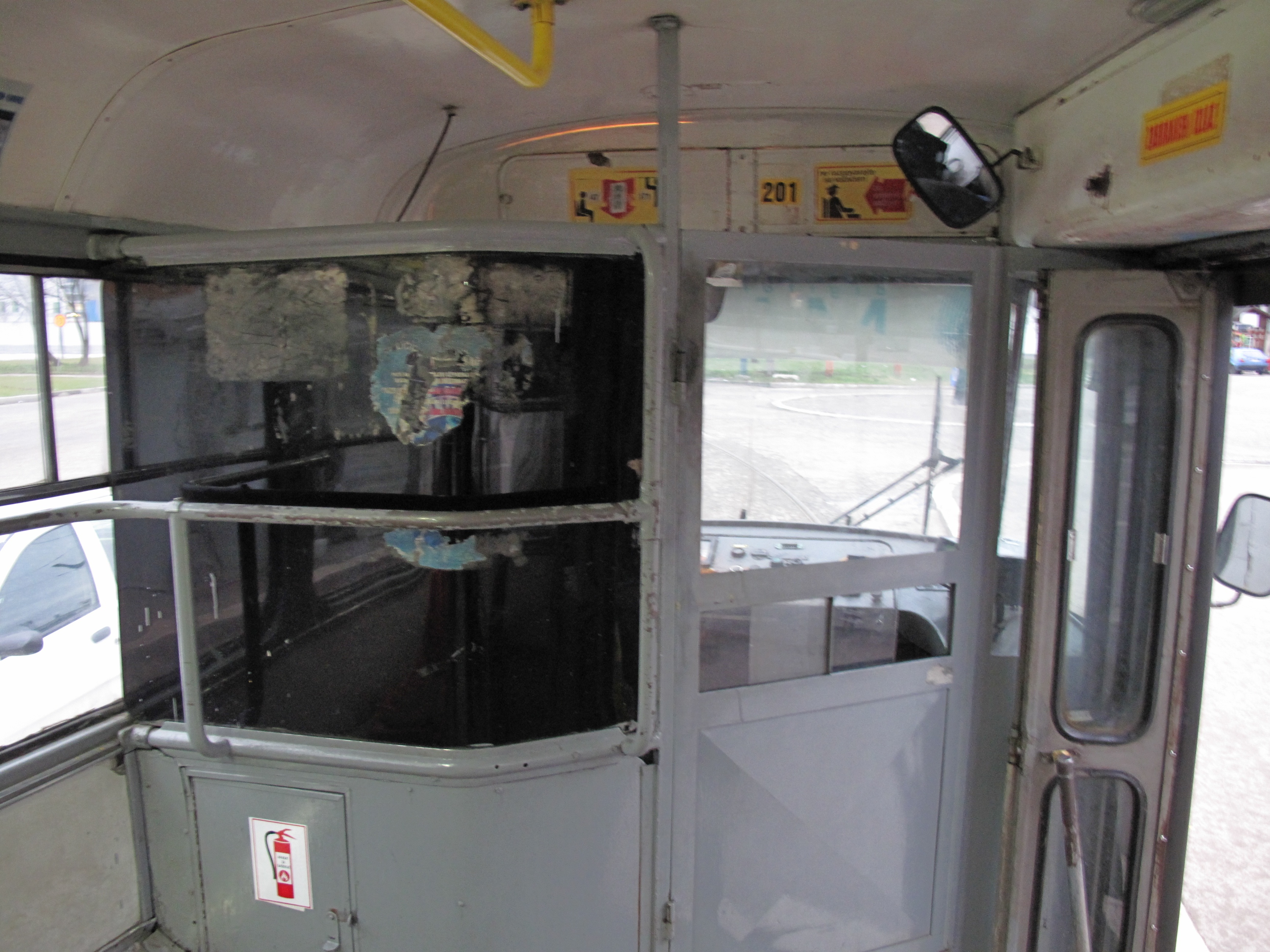
車内（運転台付近、サラエボ）
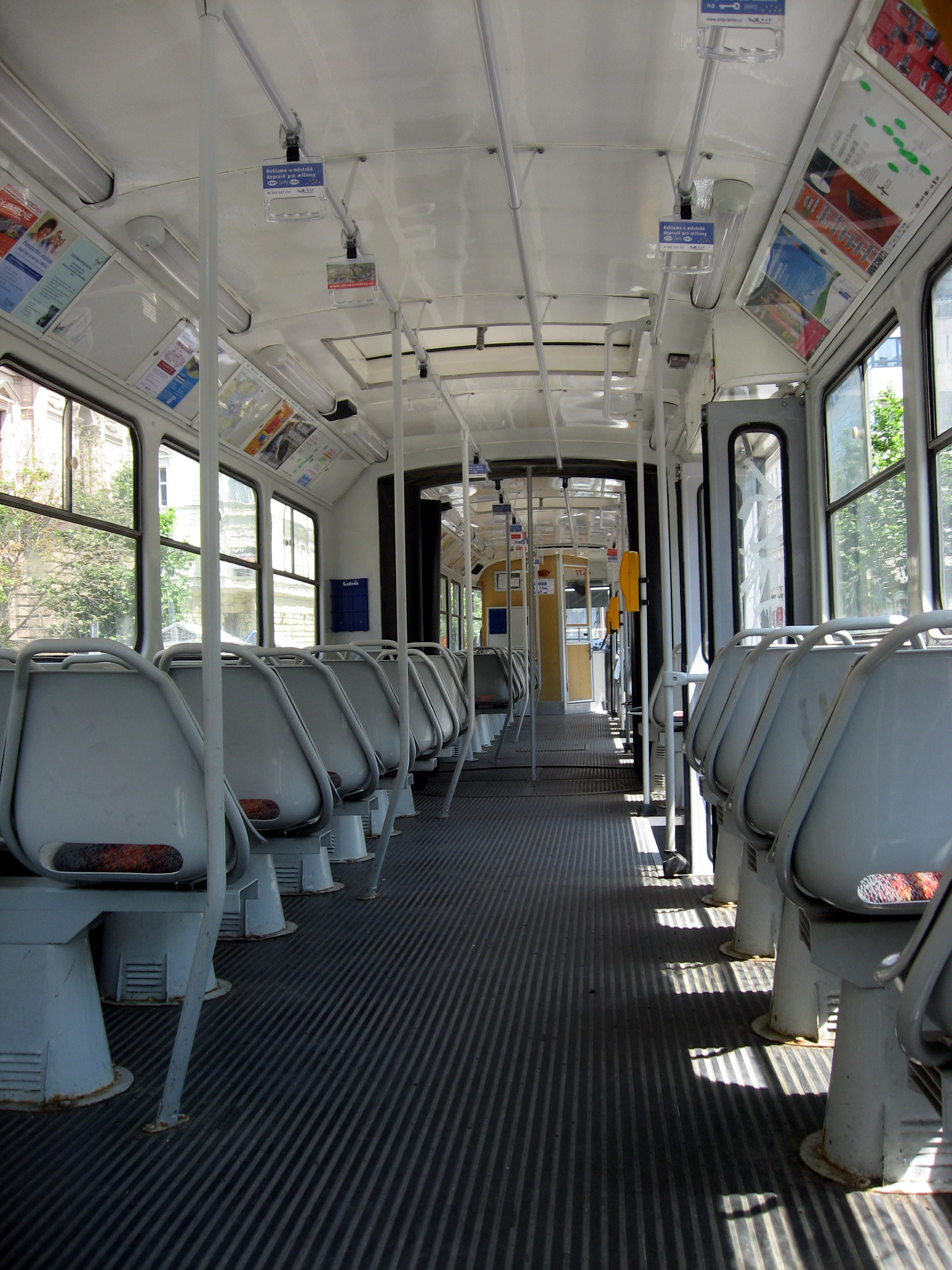
車内（ブルノ）

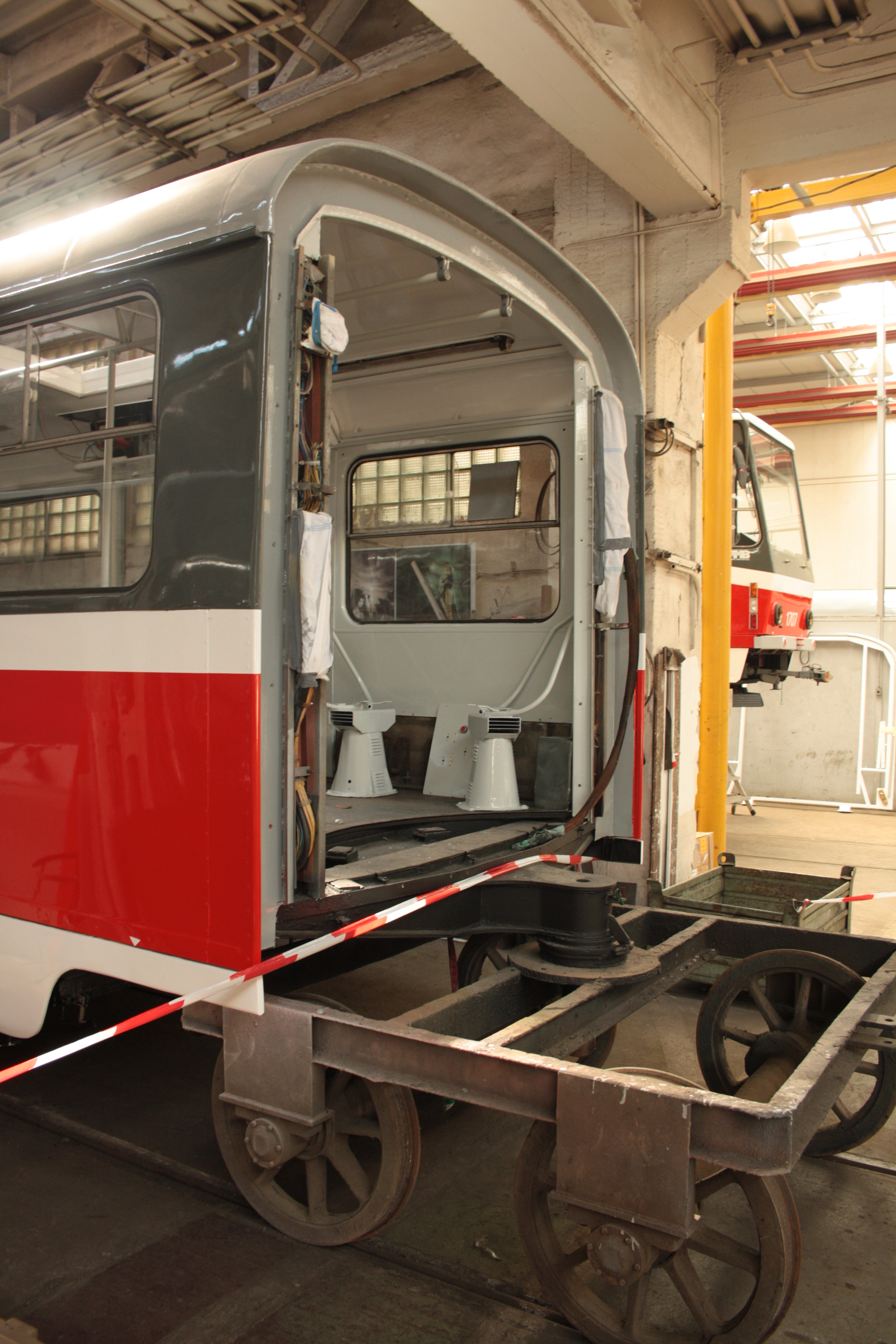
貫通幌を外した連接面（ブルノ）
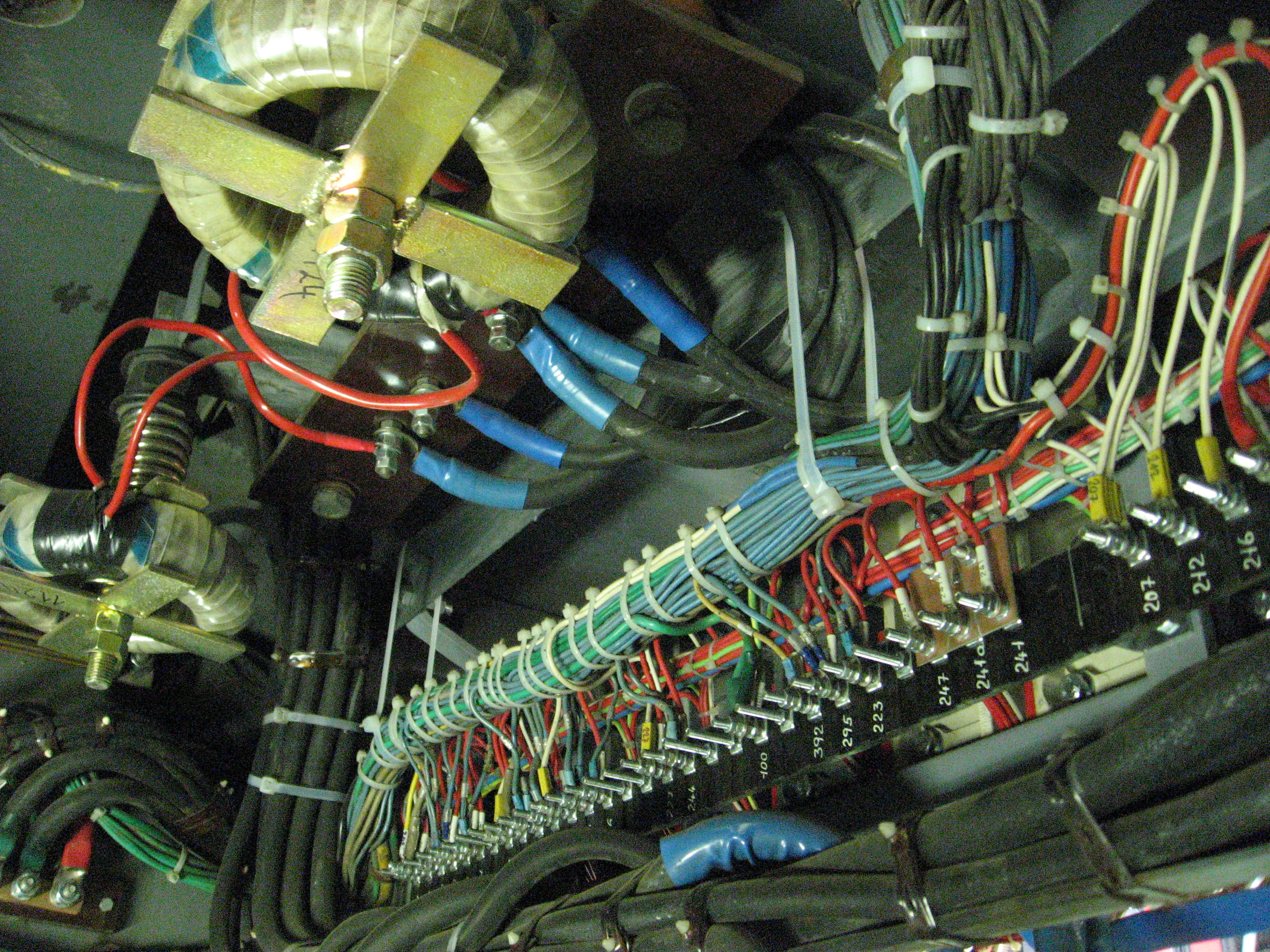
抵抗器（左）、電気配線（右）（ブルノ）

## 運用
1966年に試作車が完成し、チェコ・プラハ（プラハ市電）で試運転が行われた後、翌1967年から量産が始まった。導入地域や時期によって以下の形式が存在する。
- K2 - チェコスロバキア向けの車両[1][7]。
- K2SU - K2と同時期に開発されたソビエト連邦向けの車両。後述の事情により、製造は試作車を含めて1966年 - 1969年の短期間で終了した[1][8]。
- K2YU - 元はユーゴスラビア向けに製造された車両。現：ボスニア・ヘルツェゴビナのサラエボ市電に加え、1980年代にはK2の増備車として、同形式を導入していたチェコスロバキア各都市にも導入されている[1][9][6][3]。

これら車両のうち、ソビエト連邦向けのK2SUはK2を超える生産両数を記録したが、連接部分の付随台車の損傷を始めとした故障が相次いだ事でモスクワ（モスクワ市電）を含む大半の都市で1980年代までに運用を離脱し、ソビエト連邦の崩壊後も残ったハルキウやエカテリンブルク（旧：スヴェルドロフスク）からも1990年代までに引退した。それ以外の国でも超低床電車導入による置き換えが進んでおり、オストラヴァ（オストラヴァ市電）からは機器流用車のヴァリオLF2R.Sを除き2018年に営業運転を終了した。その一方で後述の近代化工事が各都市の路面電車で進められている他、動態保存されている車両も多数存在しており、K2の最多導入先であるブルノ（ブルノ市電）では1983年に導入されたK2YUの1両（1123）が車体のコルゲート加工を含めた製造当時の状態に復元されている。

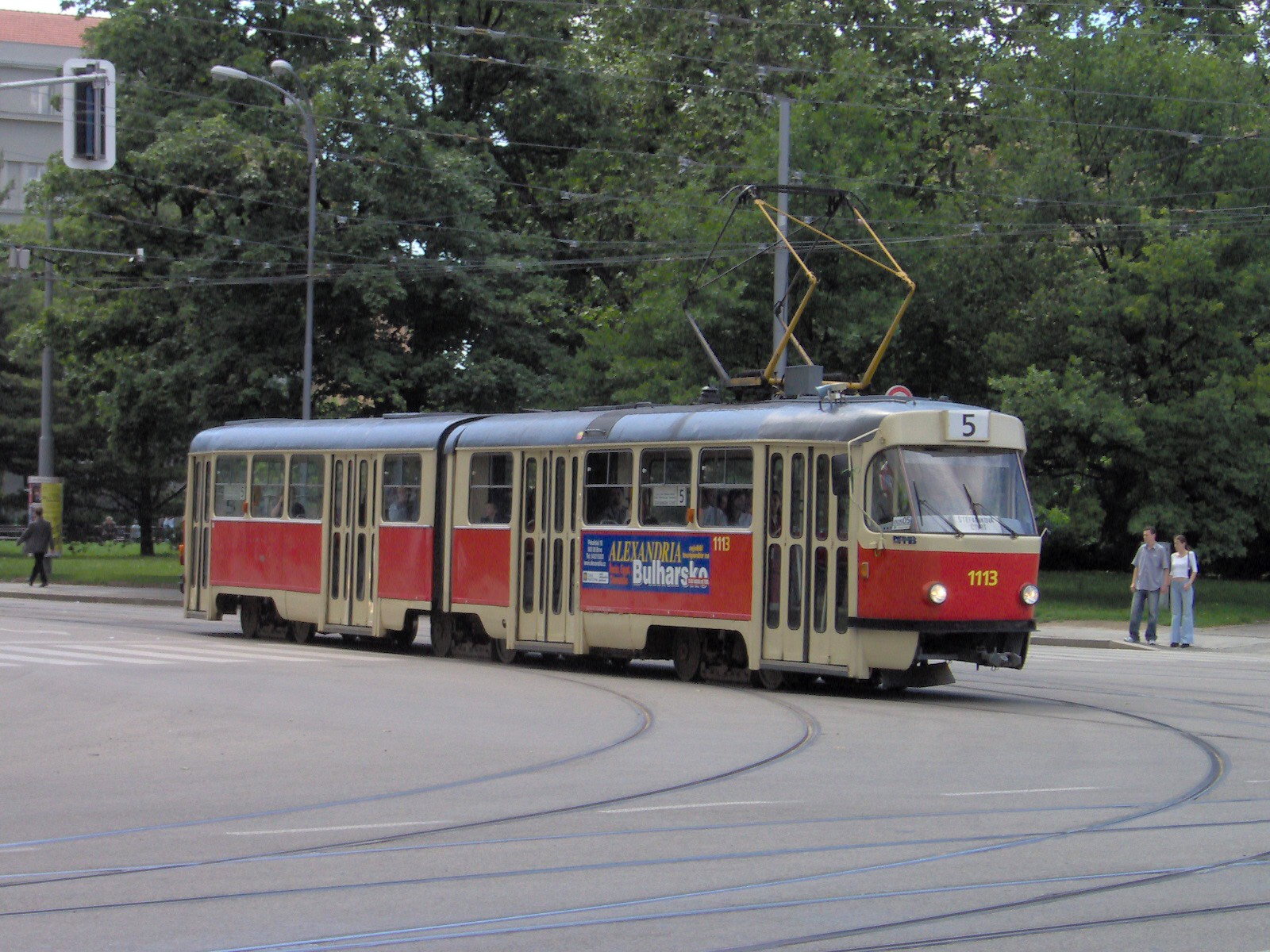
K2（ブルノ）
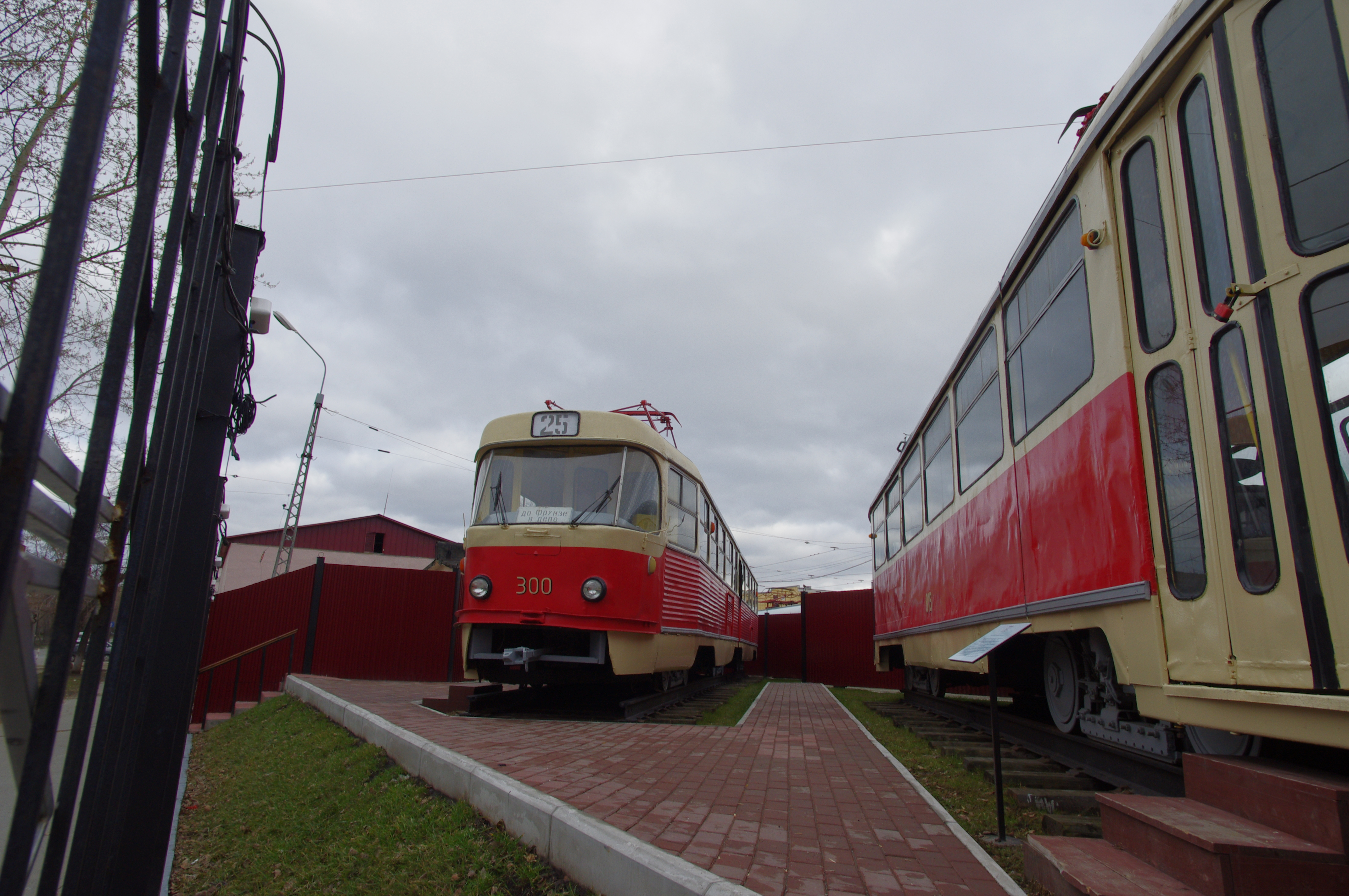
K2SU（右、エカテリンブルク）
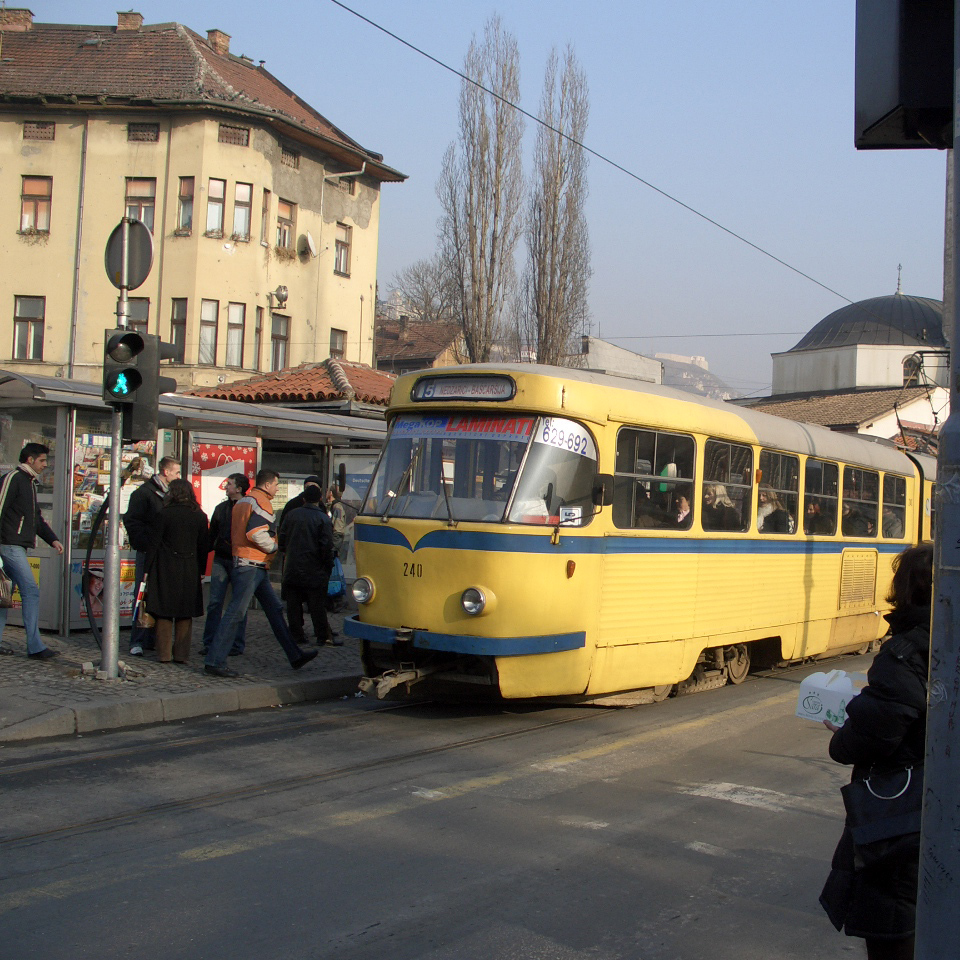
K2YU（サラエボ）
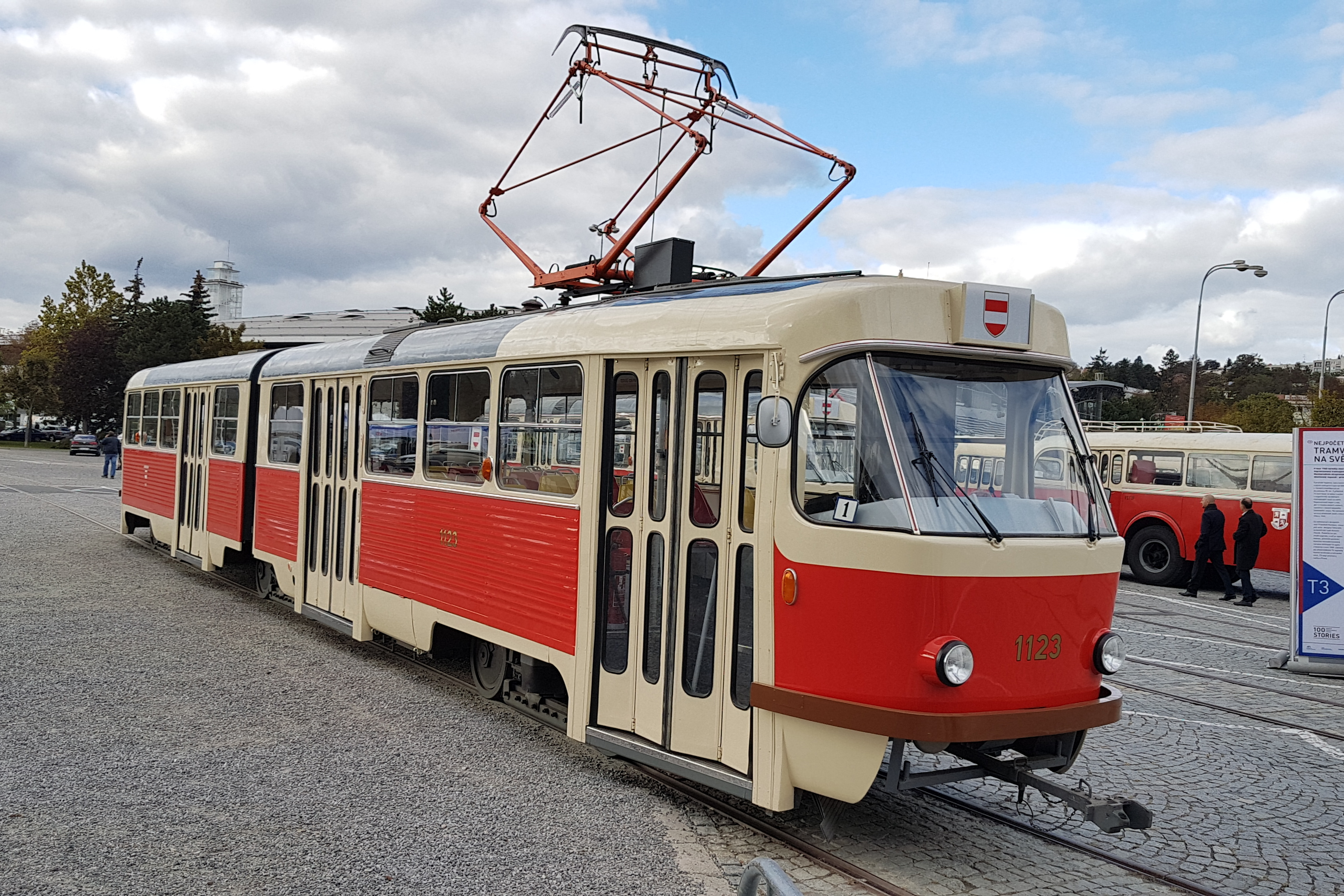
K2YU（ブルノ）

## 導入都市

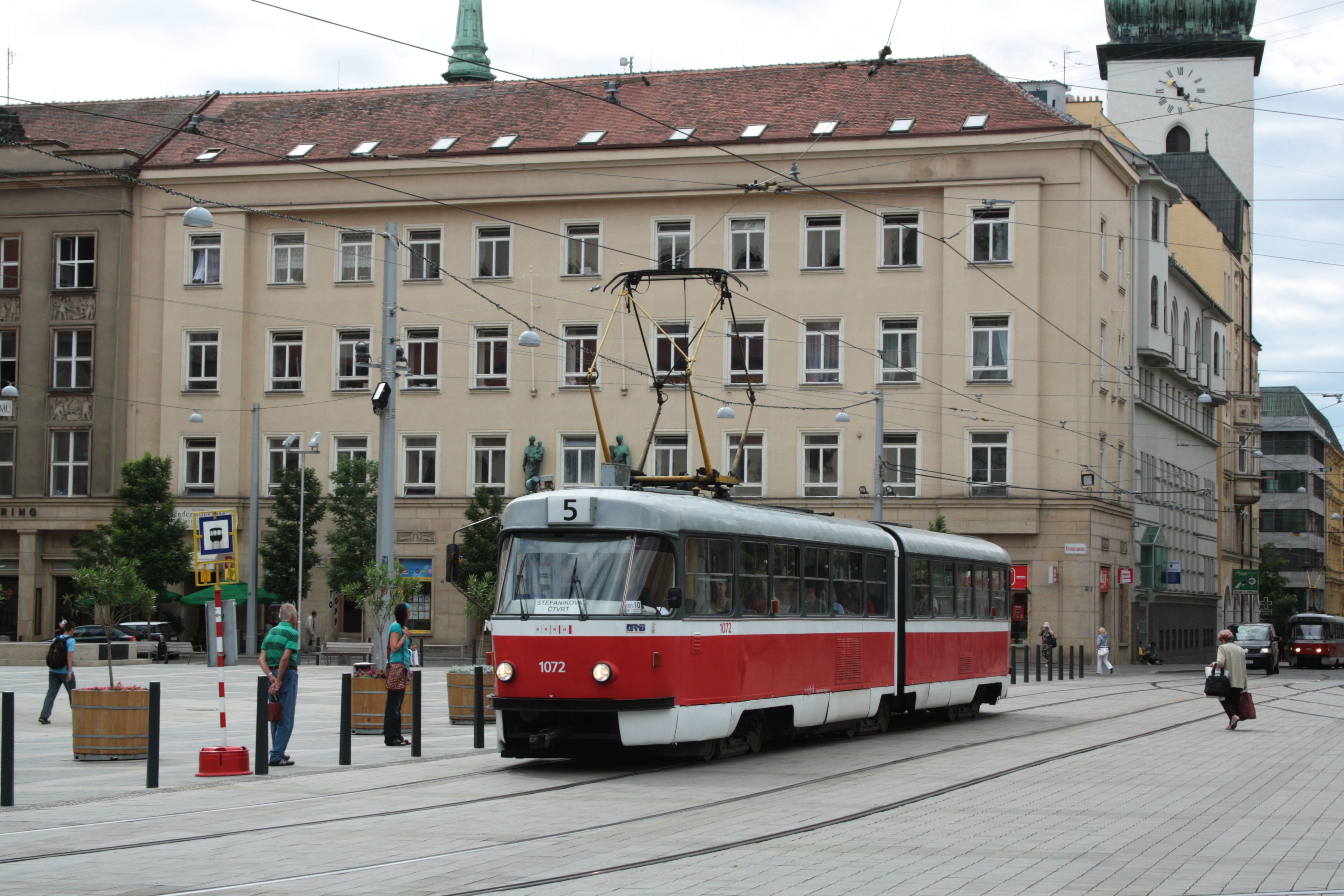
K2（ブルノ）

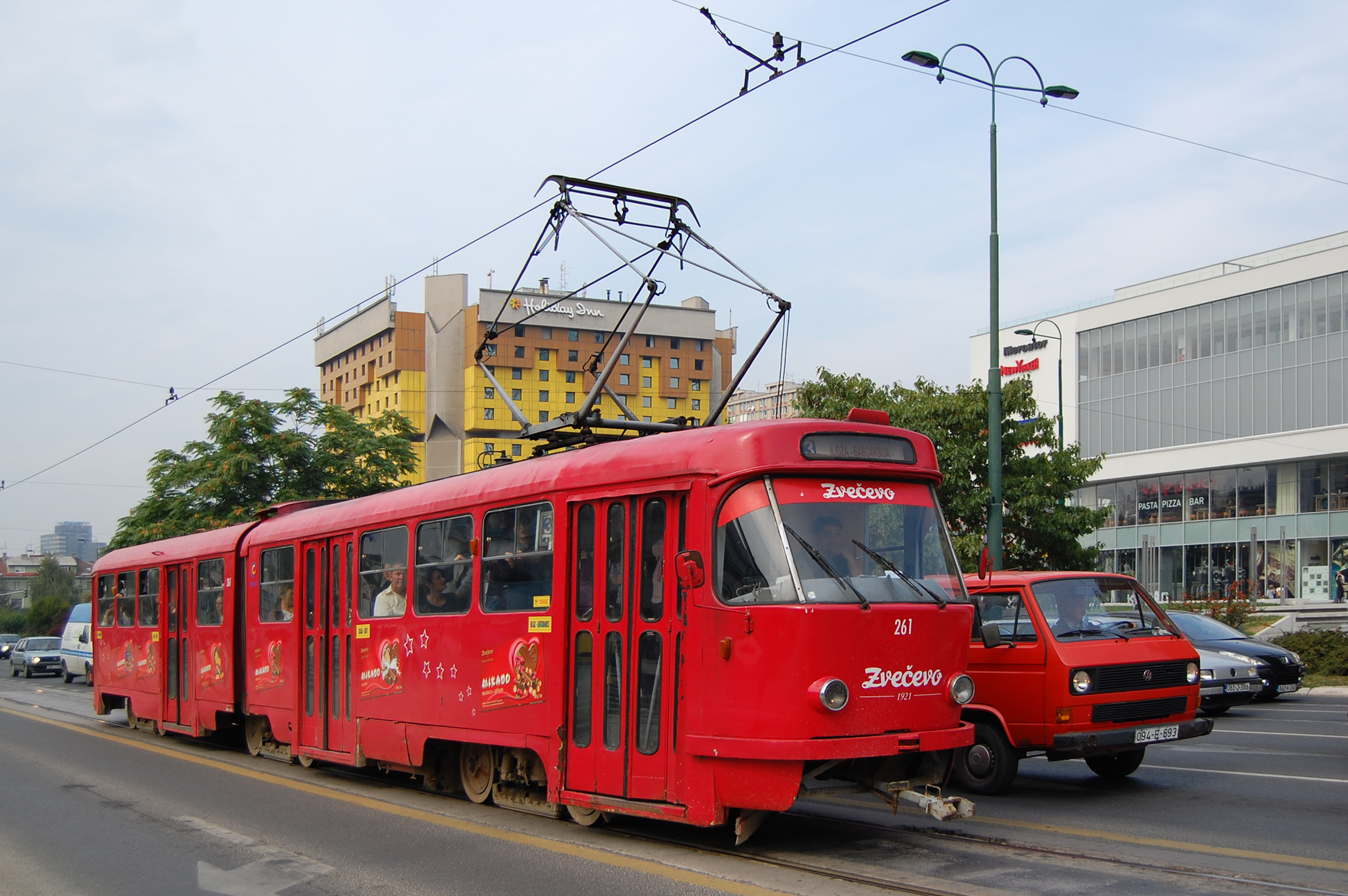
K2YU（サラエボ）

タトラ国営会社スミーホフ工場で製造されたK2の配給が実施された都市は以下の通り。一部国名・都市名には略称を含む他、都市名は導入時のものを記す。
| K2 導入都市一覧 | K2 導入都市一覧                               | K2 導入都市一覧                                                       | K2 導入都市一覧 |
| 形式            | 導入国                                        | 都市                                                                  | 導入車両数      |
| --------------- | --------------------------------------------- | --------------------------------------------------------------------- | --------------- |
| K2              | チェコスロバキア (現：チェコ)                 | ブルノ (ブルノ市電)                                                   | 120両           |
| K2              | チェコスロバキア (現：チェコ)                 | オストラヴァ (オストラヴァ市電) 「タトラK2 (オストラヴァ市電)」も参照 | 8両             |
| K2              | チェコスロバキア (現：スロバキア)             | ブラチスラヴァ (ブラチスラヴァ市電)                                   | 86両            |
| K2SU            | ソビエト連邦 (現：ロシア連邦)                 | モスクワ (モスクワ市電)                                               | 60両            |
| K2SU            | ソビエト連邦 (現：ロシア連邦)                 | ノヴォシビルスク (ノヴォシビルスク市電)                               | 36両            |
| K2SU            | ソビエト連邦 (現：ロシア連邦)                 | ウファ (ウファ市電)                                                   | 35両            |
| K2SU            | ソビエト連邦 (現：ロシア連邦)                 | クイビシェフ (クイビシェフ市電)                                       | 30両            |
| K2SU            | ソビエト連邦 (現：ロシア連邦)                 | トゥーラ (トゥーラ市電)                                               | 19両            |
| K2SU            | ソビエト連邦 (現：ロシア連邦)                 | スヴェルドロフスク (スヴェルドロフスク市電)                           | 20両            |
| K2SU            | ソビエト連邦 (現：ロシア連邦)                 | ロストフ・ナ・ドヌ (ロストフ・ナ・ドヌ市電)                           | 5両             |
| K2SU            | ソビエト連邦 (現：ウクライナ)                 | ハルキウ (ハルキウ市電)                                               | 40両            |
| K2YU            | ユーゴスラビア (現：ボスニア・ヘルツェゴビナ) | サラエヴォ (サラエヴォ市電)                                           | 90両            |
| K2YU            | チェコスロバキア (現：チェコ)                 | ブルノ (ブルノ市電)                                                   | 15両            |
| K2YU            | チェコスロバキア (現：チェコ)                 | オストラヴァ (オストラヴァ市電) 「タトラK2 (オストラヴァ市電)」も参照 | 2両             |
| K2YU            | チェコスロバキア (現：スロバキア)             | ブラチスラヴァ (ブラチスラヴァ市電)                                   | 3両             |

## 改造
1990年代以降、チェコやスロバキア、ボスニア・ヘルツェゴビナの路面電車事業者は、新型車両導入費用を削減するため既存のタトラK2に対し、車体・車内設備の修繕、制御装置や集電装置の更新、老朽化した車体の新造など各種の改造工事を施している。これらのうち、車体の新造を伴う改造工事についてはシュコダ・トランスポーテーションの傘下企業であるパルス・ノヴァ（Pars Nova a.s.）や複数の企業によるコンソーシアムであるアライアンスTWが手掛けている。

### チェコ、スロバキア向け

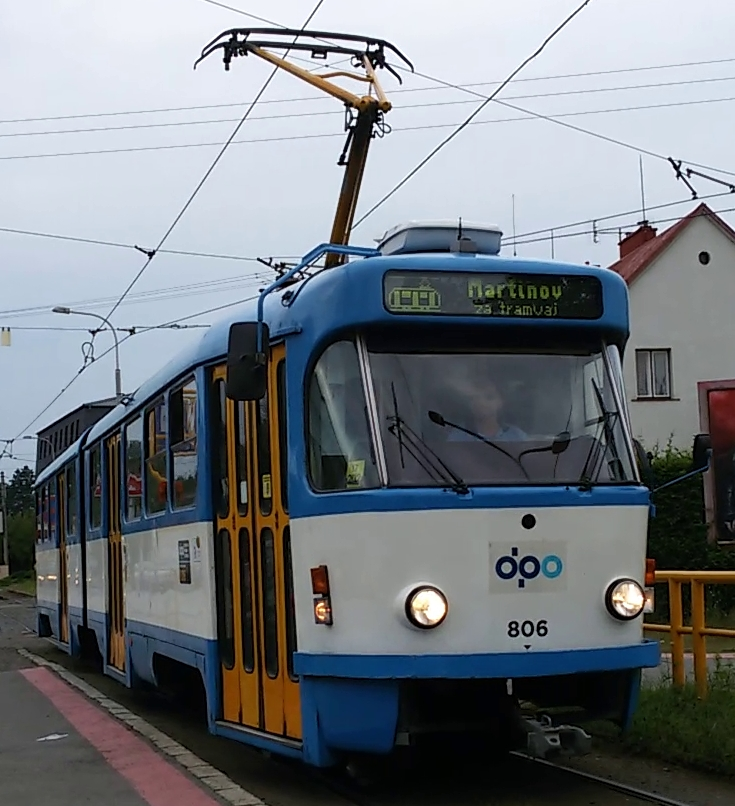
K2G（オストラヴァ）

- K2G（チェコ語版） - コルゲート処理の廃止を含む車体全般の修理や暖房装置、床張りの更新、車内案内表示装置の設置に加え、制御装置がČKD製のGTO素子を有する電機子チョッパ制御のTV8に、集電装置がシングルアーム式パンタグラフに交換された他、運転士による速度制御方式もペダルからハンドルへと変更された。1995年から更新工事が行われ、オストラヴァ市電の7両、ブラチスラヴァ市電の1両[注釈 2]が改造対象となった[4][14][15][16][17]。

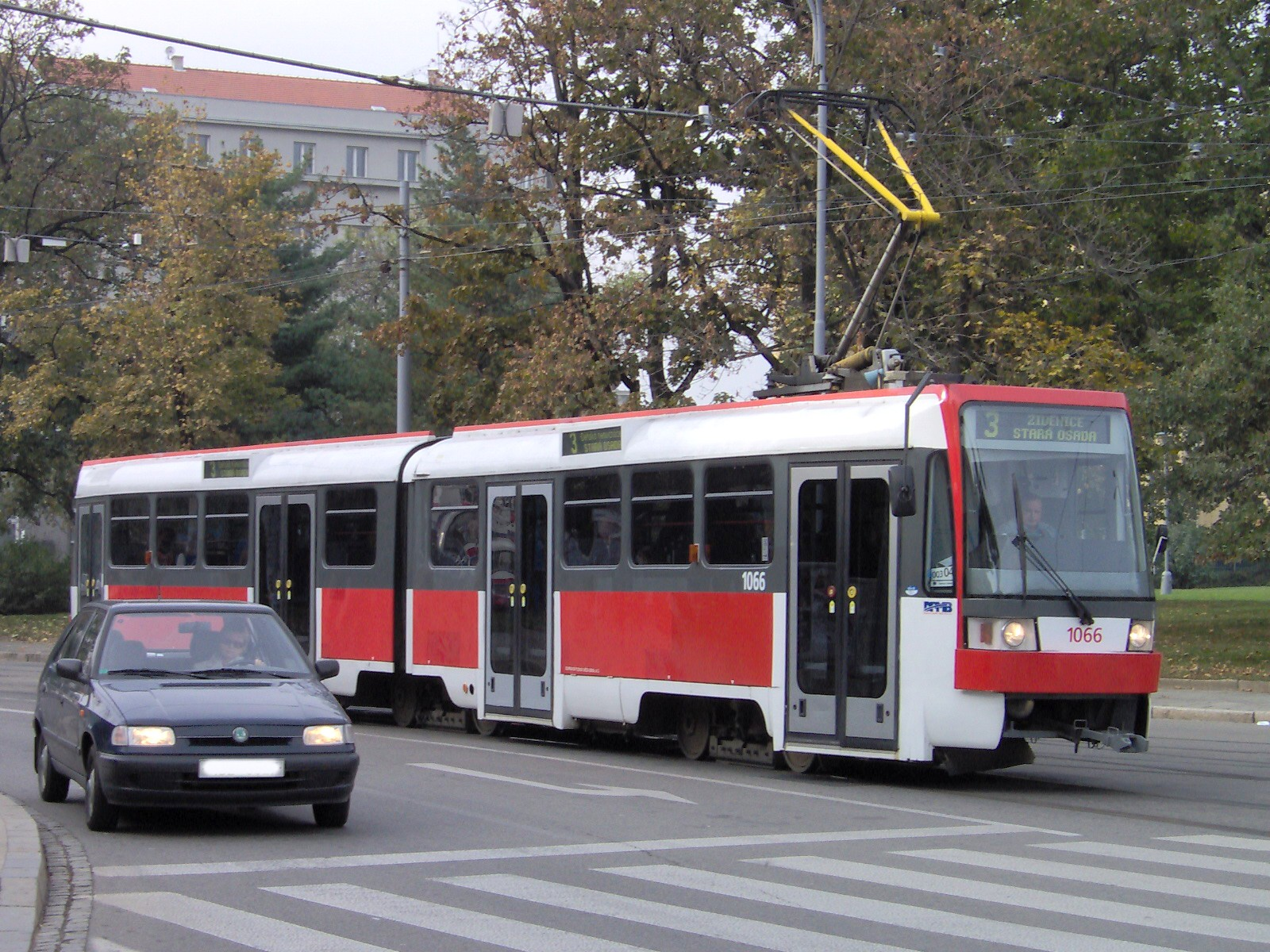
K2R（ブルノ）

- K2R - ブルノ市電のK2のうち、7両は1995年から1998年にかけて車体更新、制御装置のTV8への交換などの工事に加え、先頭部のデザインをインダストリアルデザイナーのパトリック・コタス（チェコ語版）が手掛けたものに変更した。また静的コンバータとしてGECアルストム（2001年以降はセゲレック（英語版））製のSMTK8.0を搭載している[12][18][19]。
- K2R.03 - 1997年から1999年に改造を受けたブルノ市電の7両は費用削減のため制動装置（ディスクブレーキ）や集電装置などが種車のK2のものをそのまま維持しており、区別のため形式名が変更された[12][18]。
- K2R.03-P - K2Rと同型の車体を有するが、制御装置にGECアルストム（→セゲレツ）が展開するIGBT素子を有する電機子チョッパ制御のTVプログレス（TV Progress）を用いたブルノ市電向けの車両。3両が改造を受けた[12][18]。

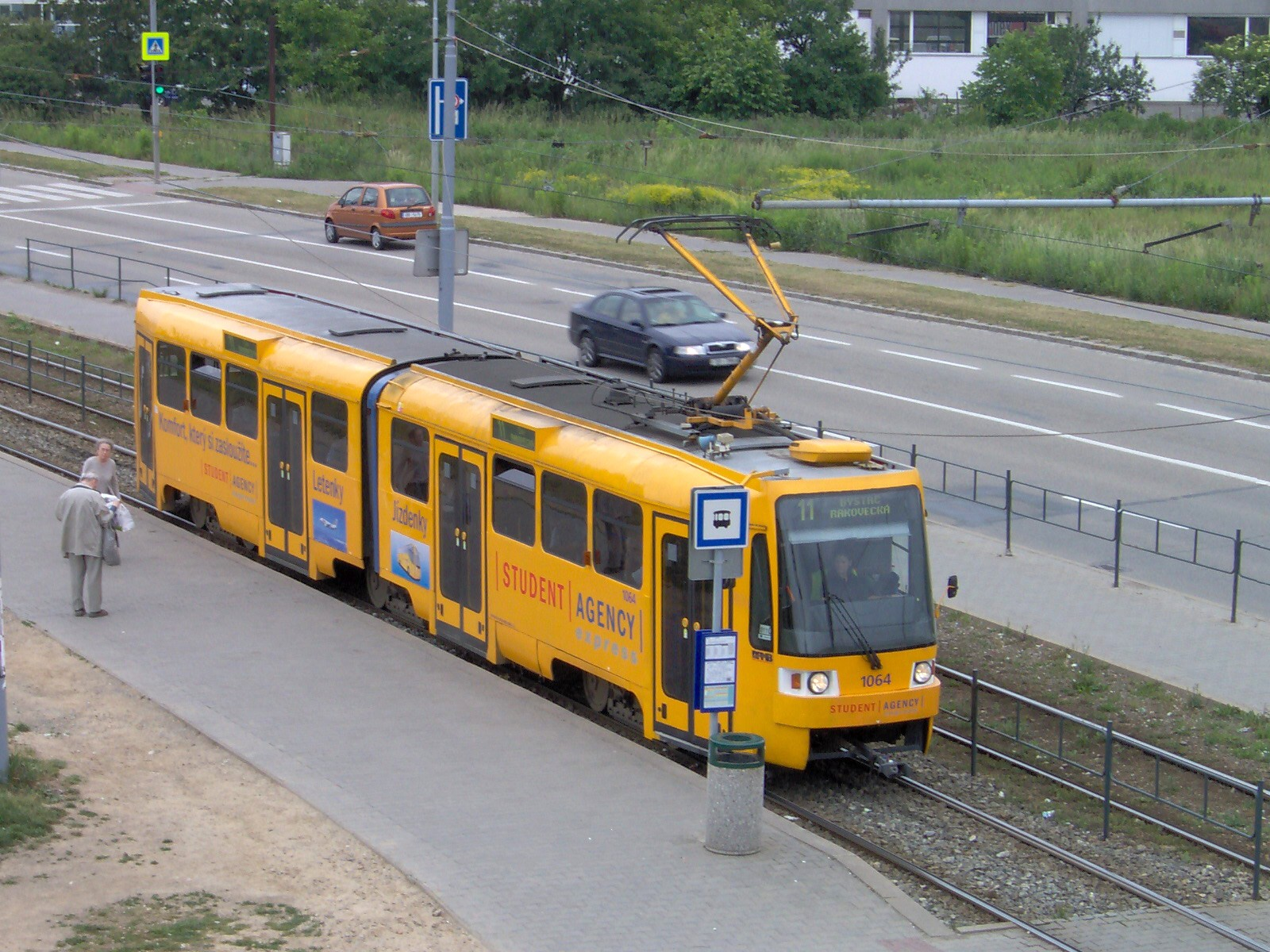
K2R（広告塗装、ブルノ）
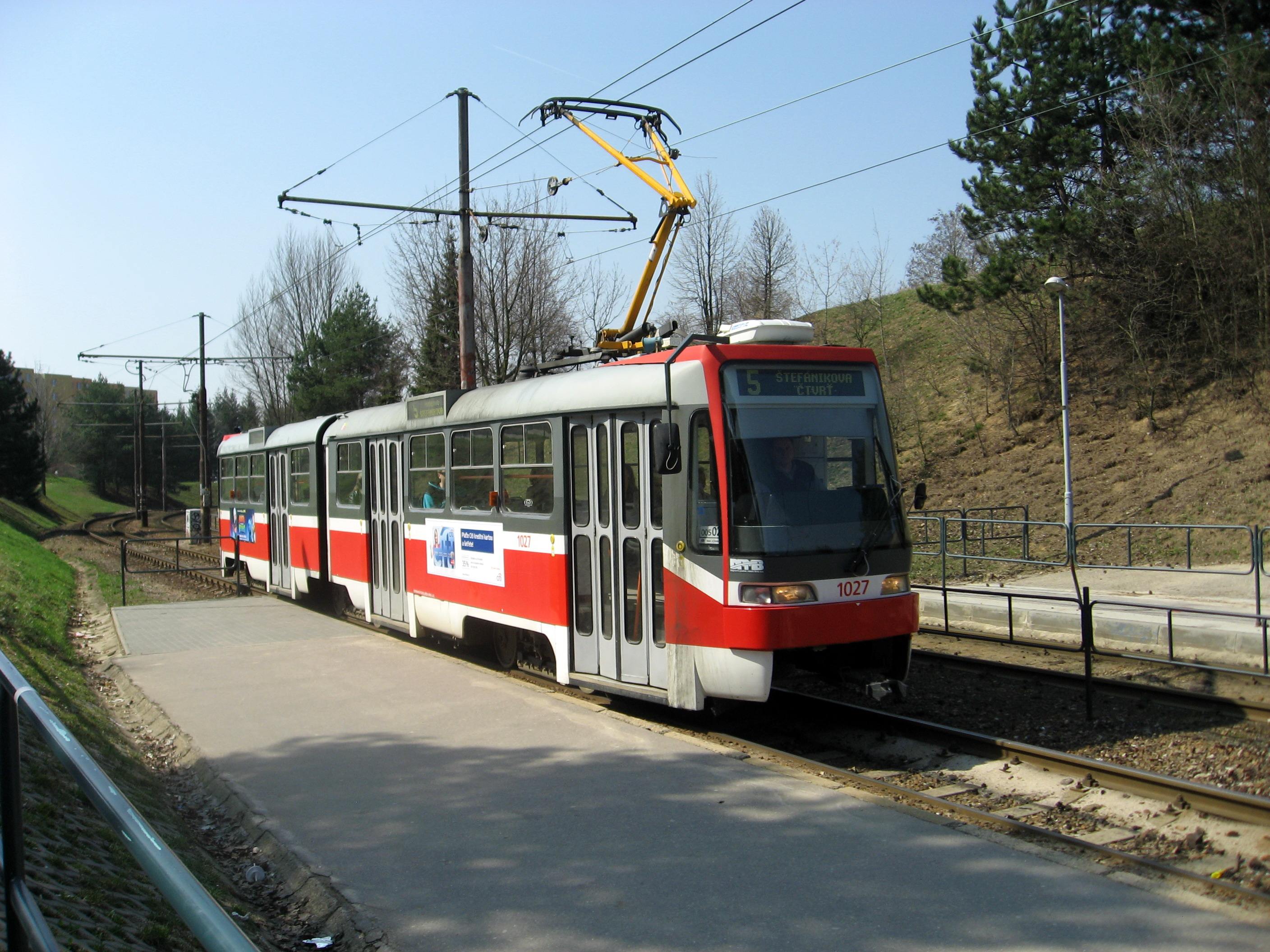
K2R.03（ブルノ）
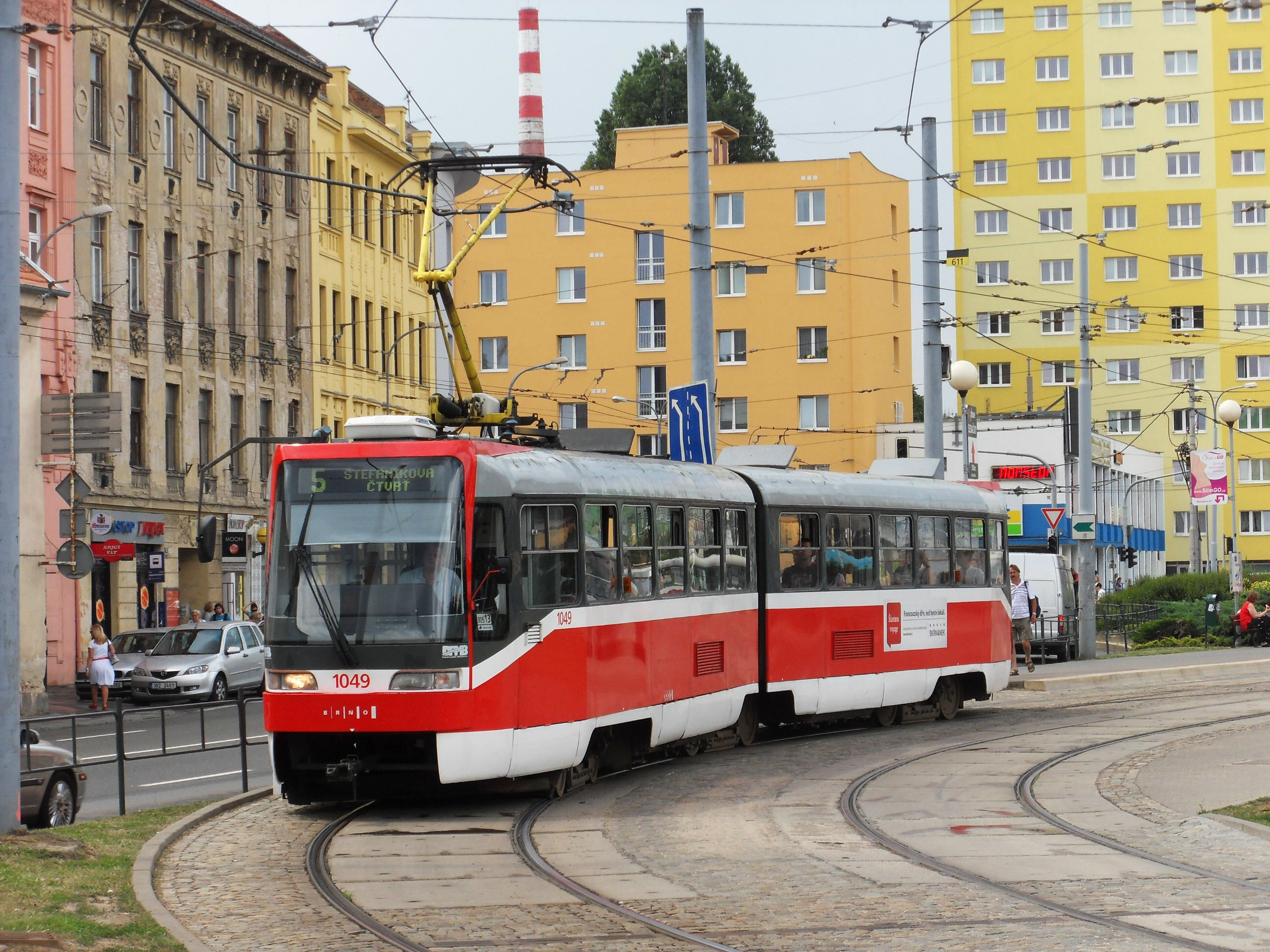
K2R.03-P（ブルノ）

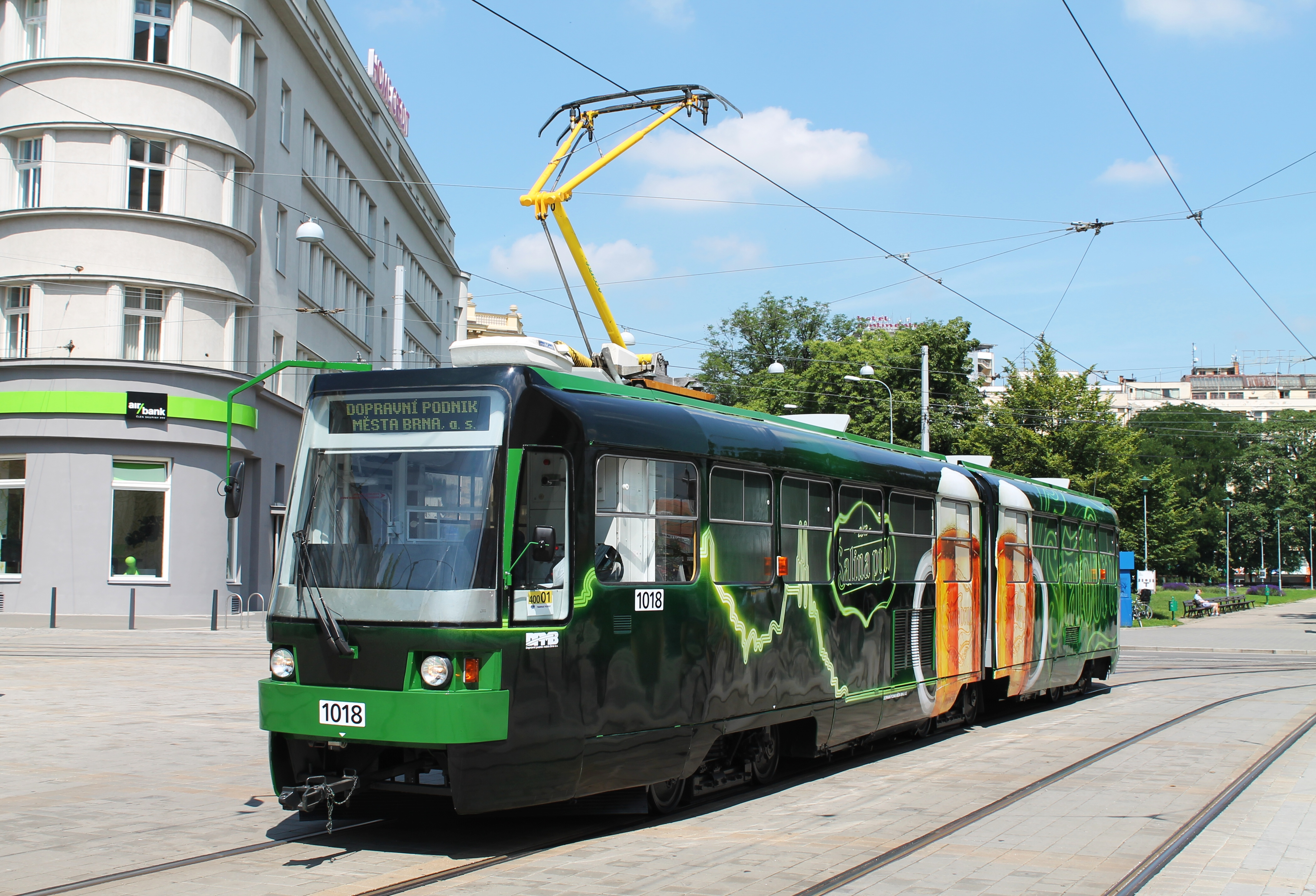
K2R-RT（ブルノ）

- K2R-RT - ブルノ市電のK2Rのうち1両を改造したレストランカー。"シャリナ・パブ"（Šalina Pub）という愛称を持ち、ビールやワイン、ソフトドリンクなどの飲料やソーセージ、ハンバーグ、クッキーなどの料理が振舞われる。車内にはバーカウンターの他にテーブルを備えた座席、トイレがあり、立席を含めた定員数は40 - 50人を想定している。2013年から団体列車を中心にブルノ市電各地の路線で運行している[20][21]。

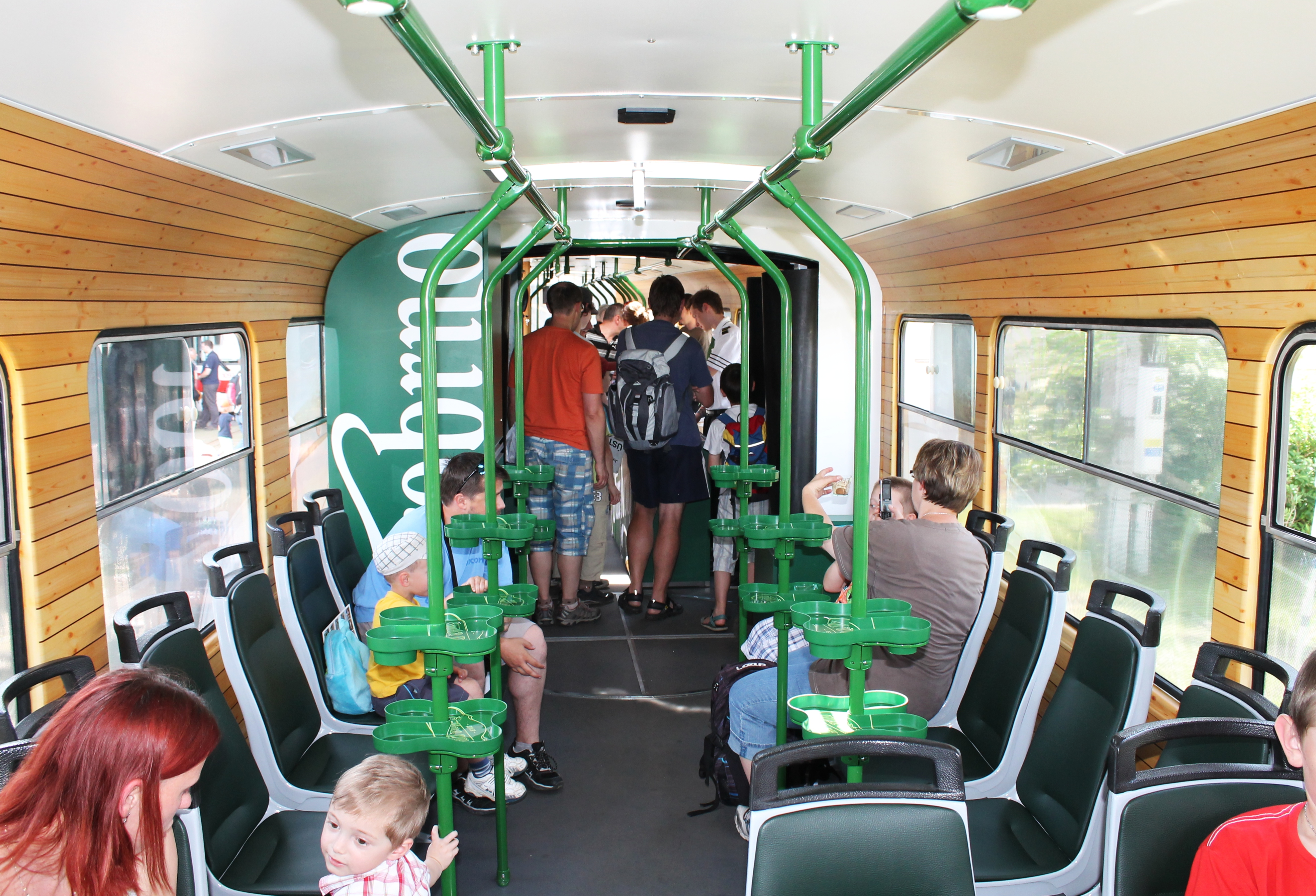
車内（ロングシート部分）
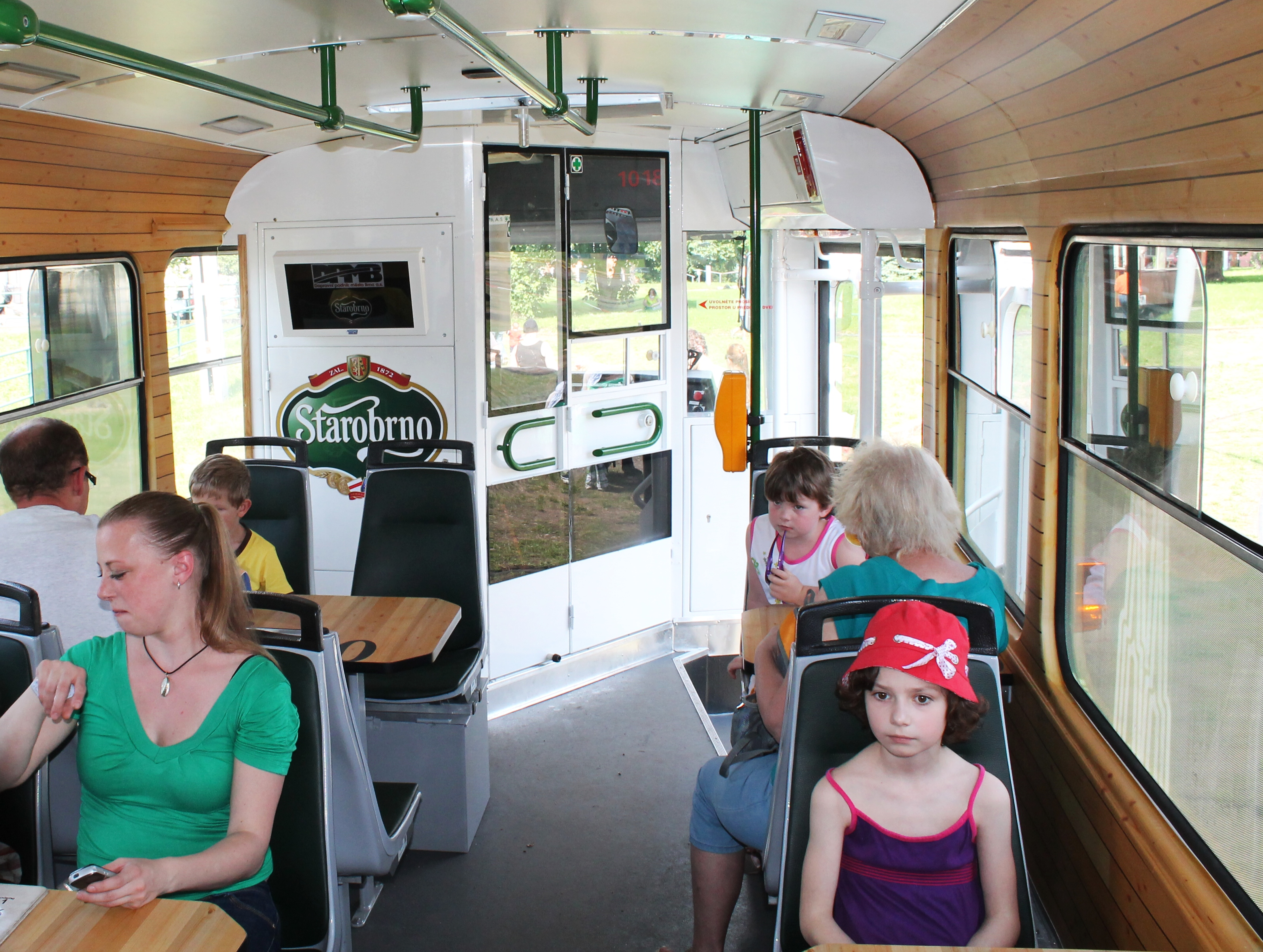
車内（ボックスシート部分）
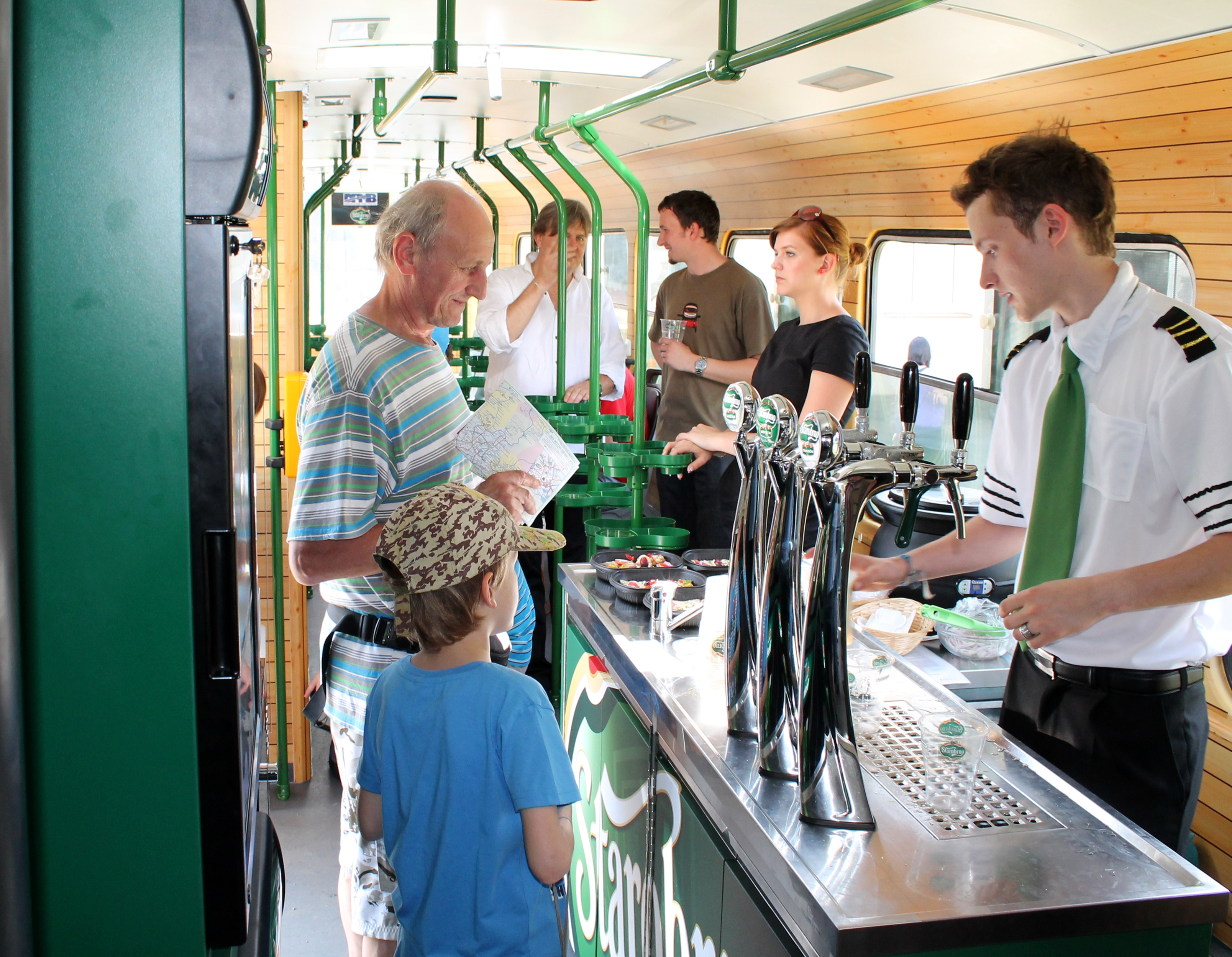
車内（バーカウンター）
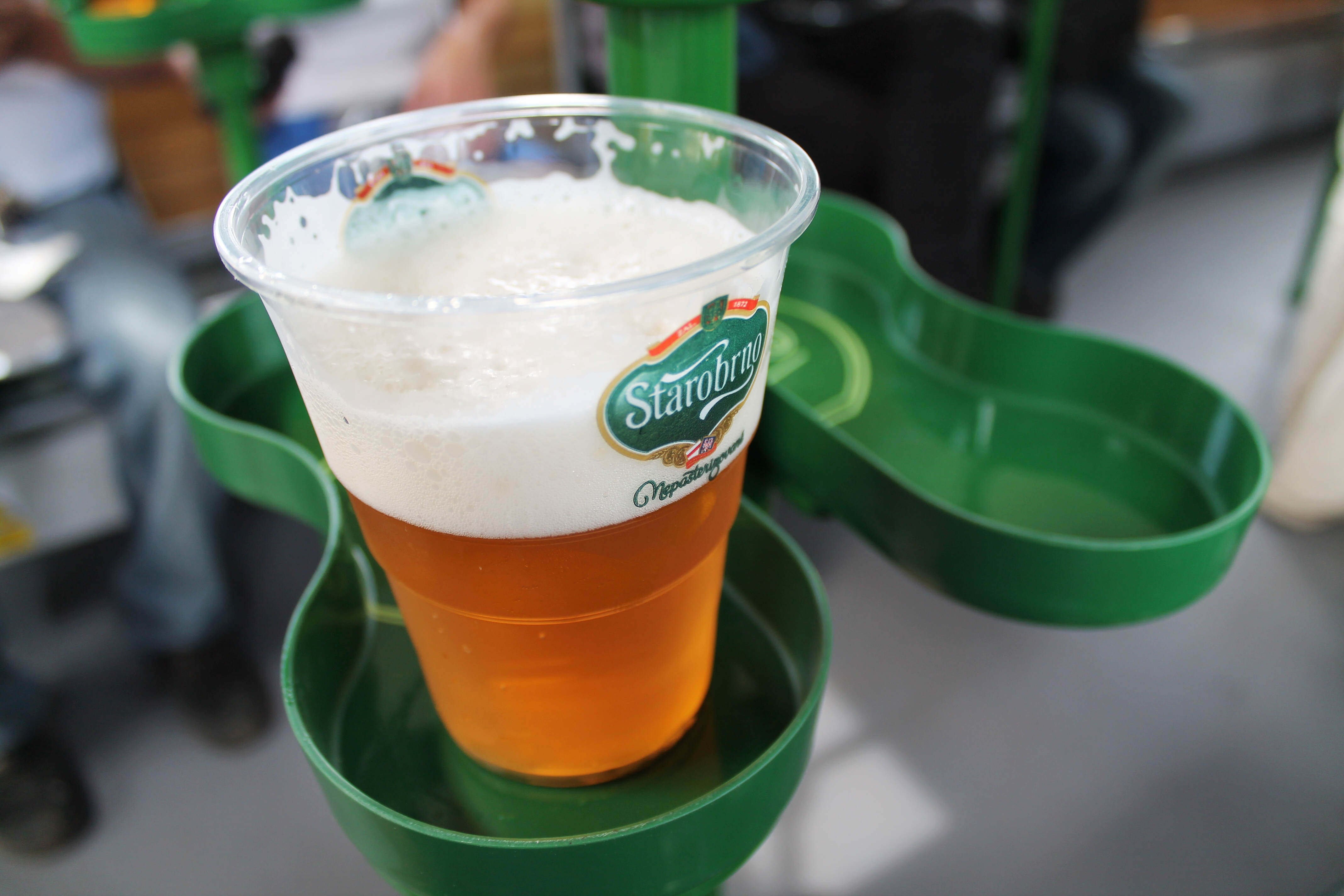
車内で販売されるビール
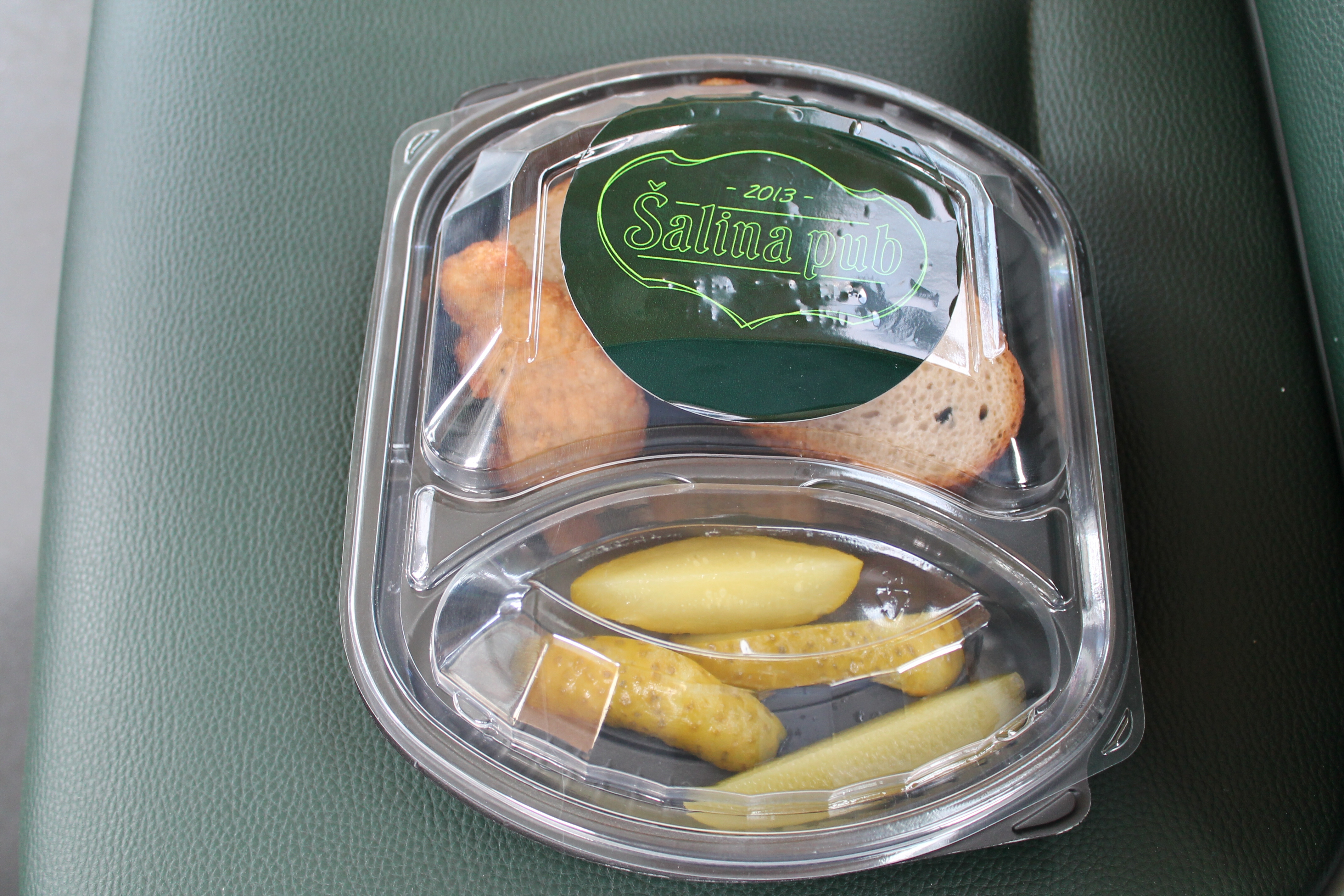
車内で販売される料理
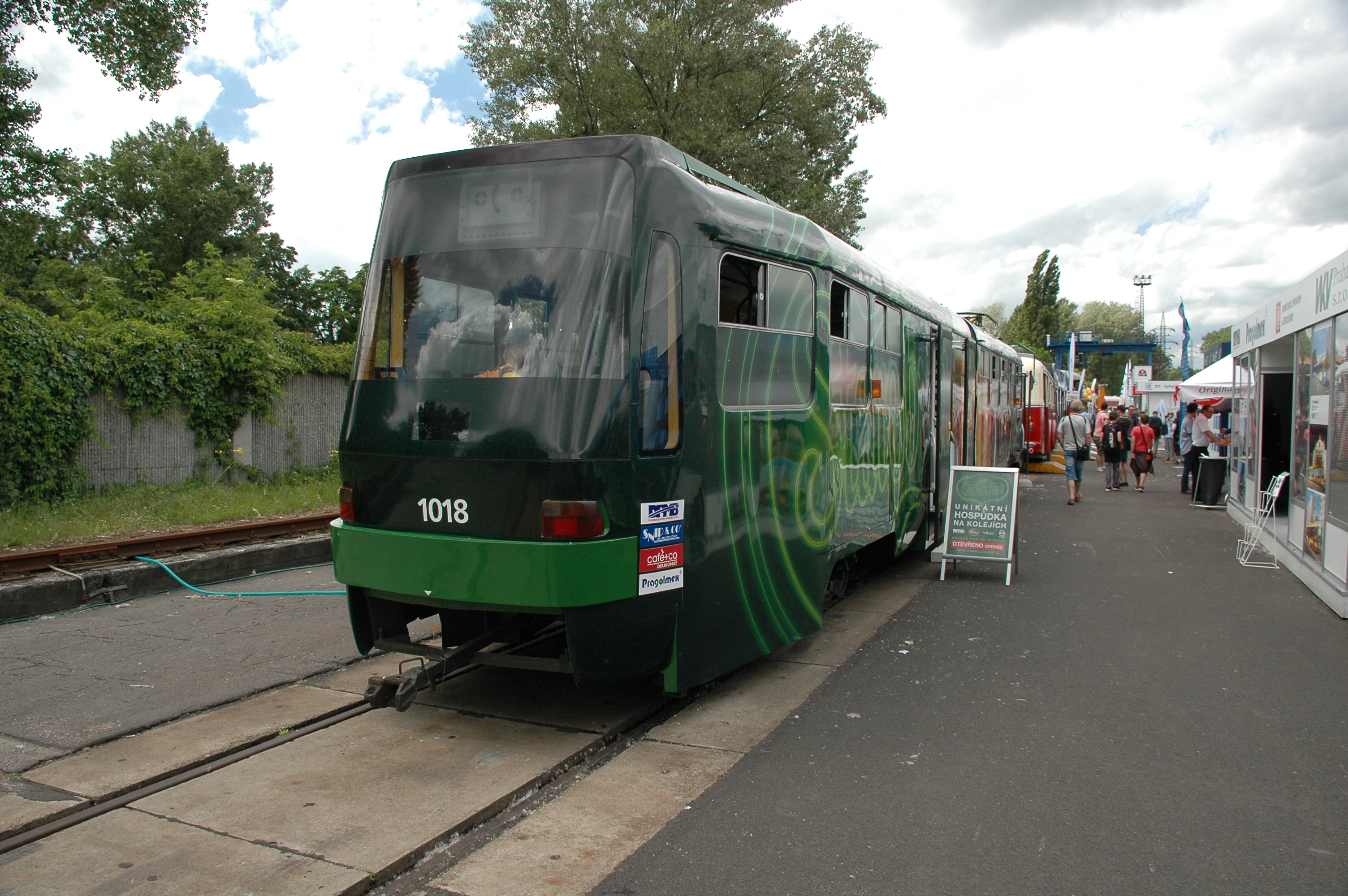
後方には運転台がない

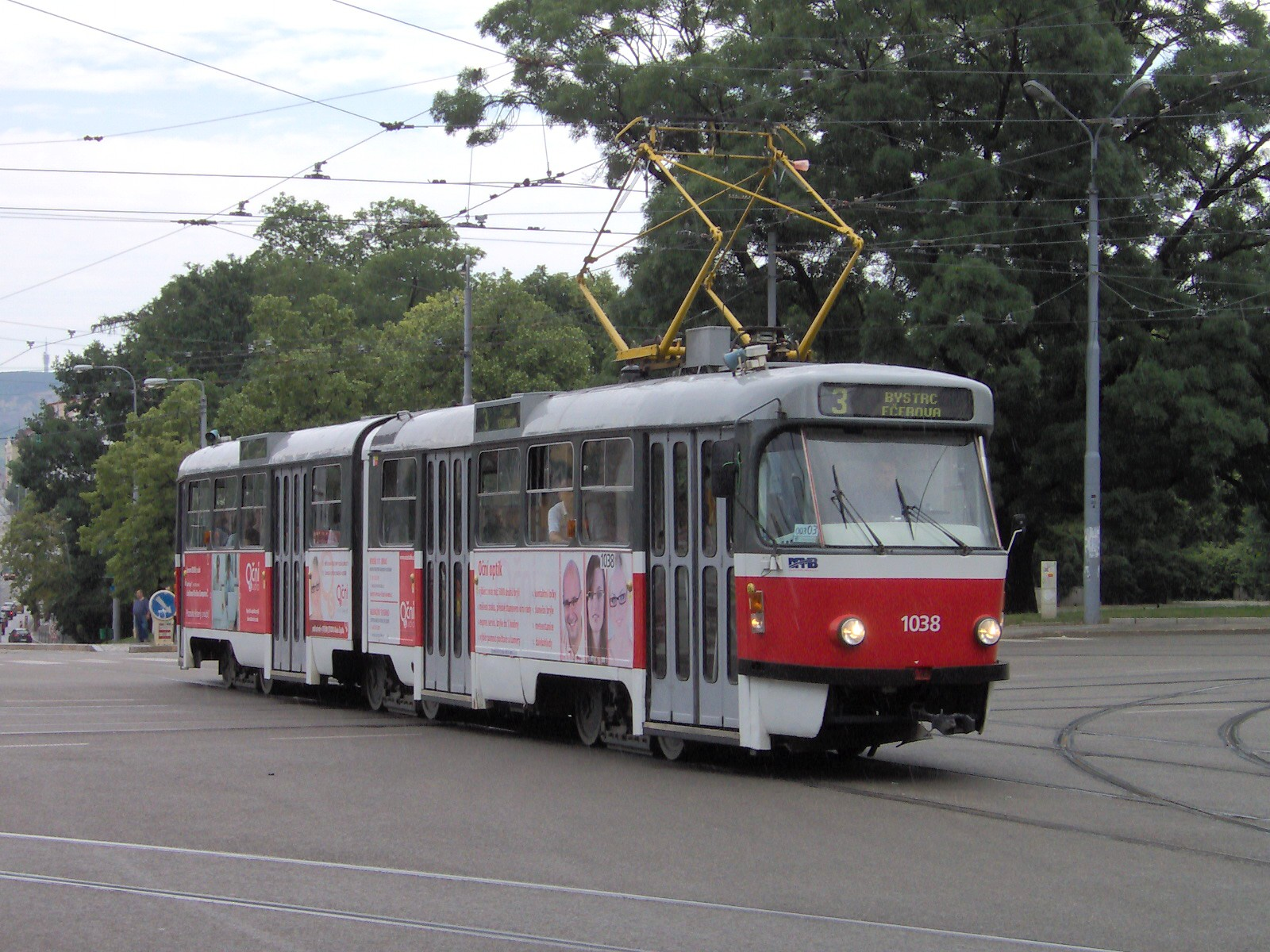
K2T（ブルノ）

- K2T - 車体・車内更新に加えて制御装置をIGBT素子を用い回生ブレーキを搭載したČKD製のTV14に交換した形式。ブルノ市電向けに1999年から4両が改造されたが、翌2000年にČKDが倒産したためそれ以上の改造は行われなかった[12][22][23]。

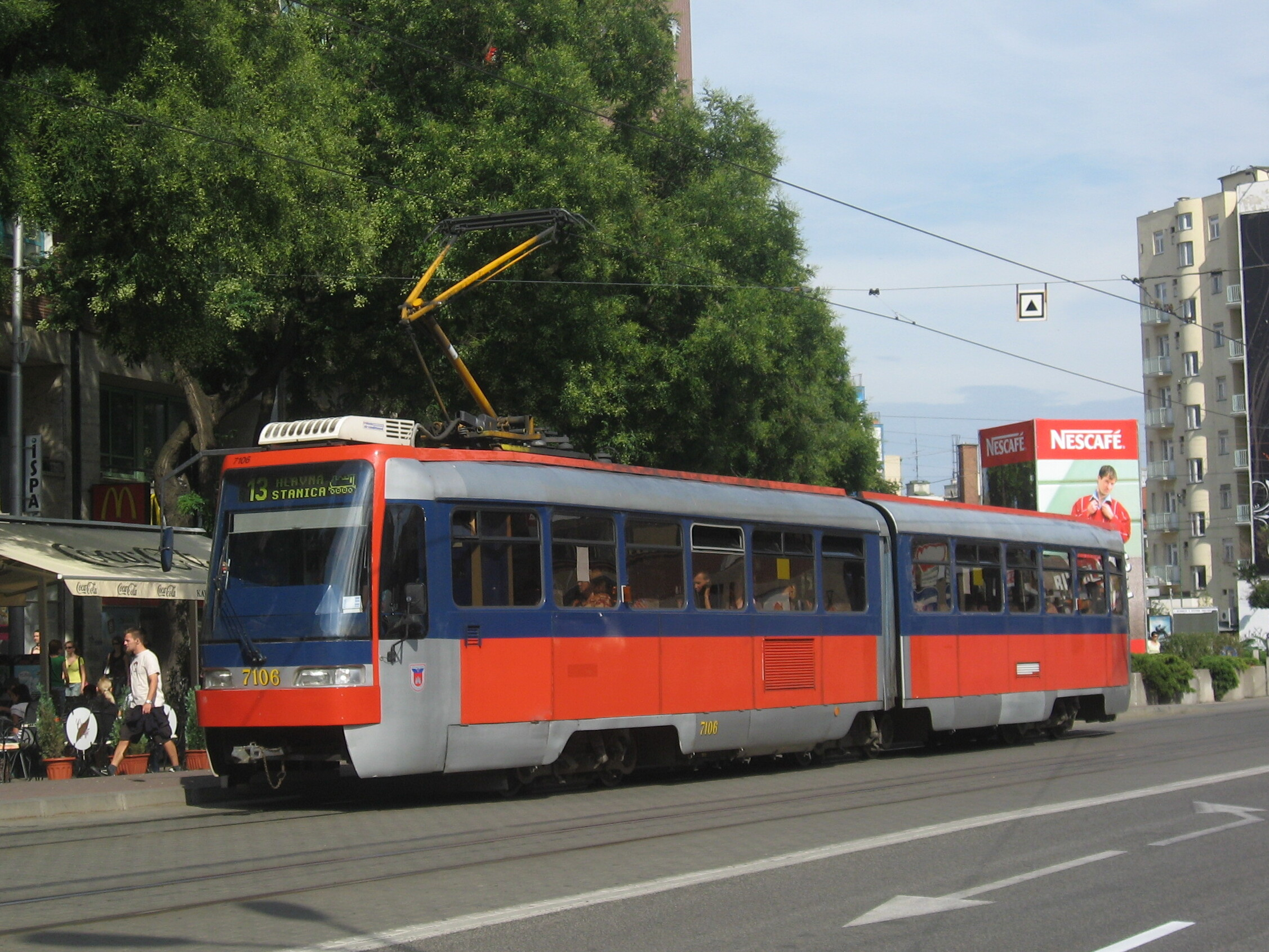
K2S（ブラチスラヴァ）

- K2S - スロバキアのブラチスラヴァ市電に在籍していたK2の一部に対し、ブルノ市電向けのK2Rと同型の新造車体に交換し、制御装置もTVプログレスに変更した形式。運転台には空調が完備されている。1998年から2009年まで計35両が導入されたが、うち2007年 - 2009年に改造を受けた9両は老朽化した車体を新造した機器流用車である[3][24]。

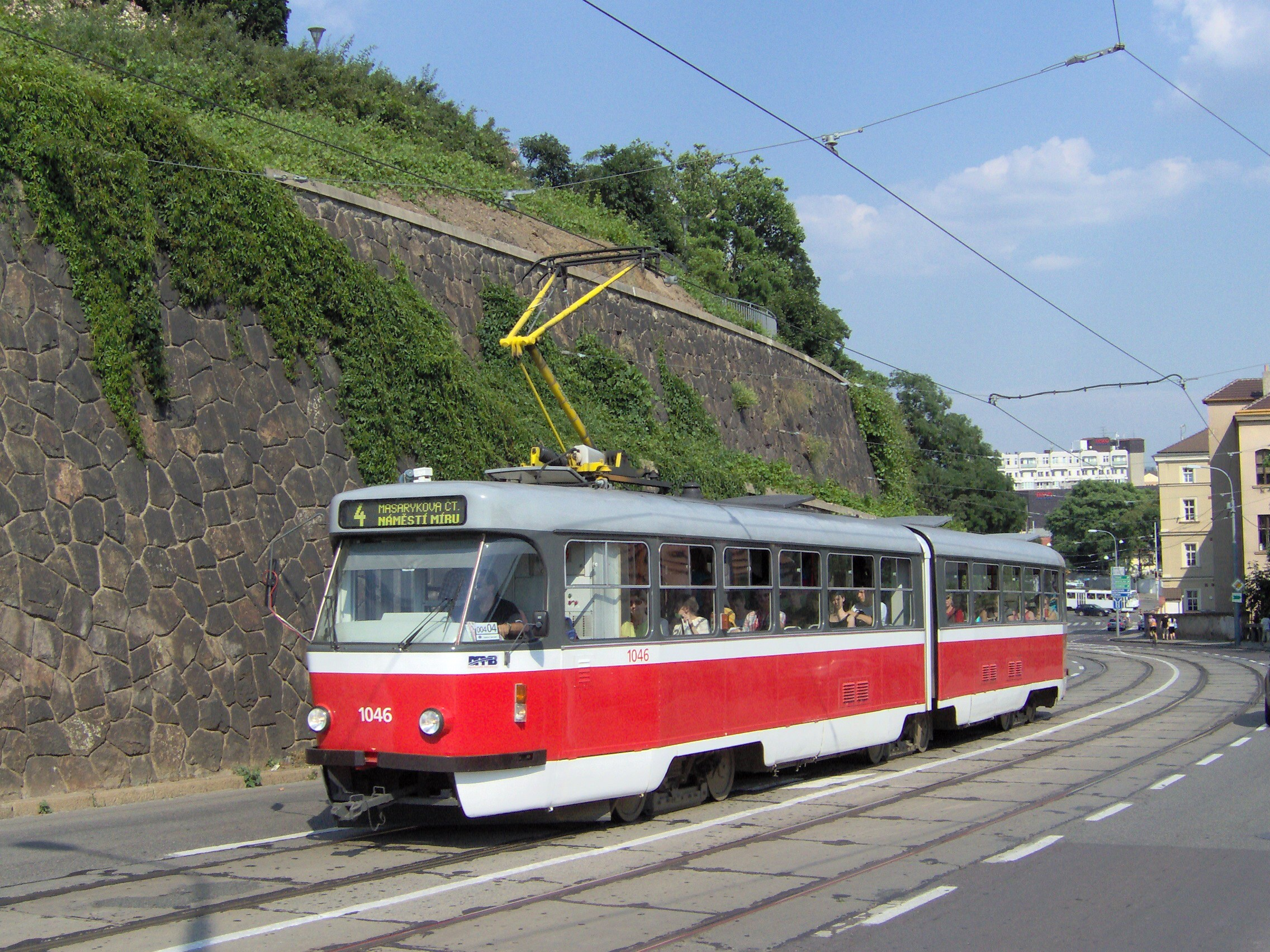
K2P（ブルノ）

- K2P - K2Gと同様の車体・車内の更新工事に加えて、制御装置をTVプログレス（TV Progress）に交換した形式。K2R.Pとも呼ばれるが、K2Rで実施された前面形状の更新は行われていない。2000年以降ブルノ市電に24両、オストラヴァ市電に2両が導入された[4][12][10]。

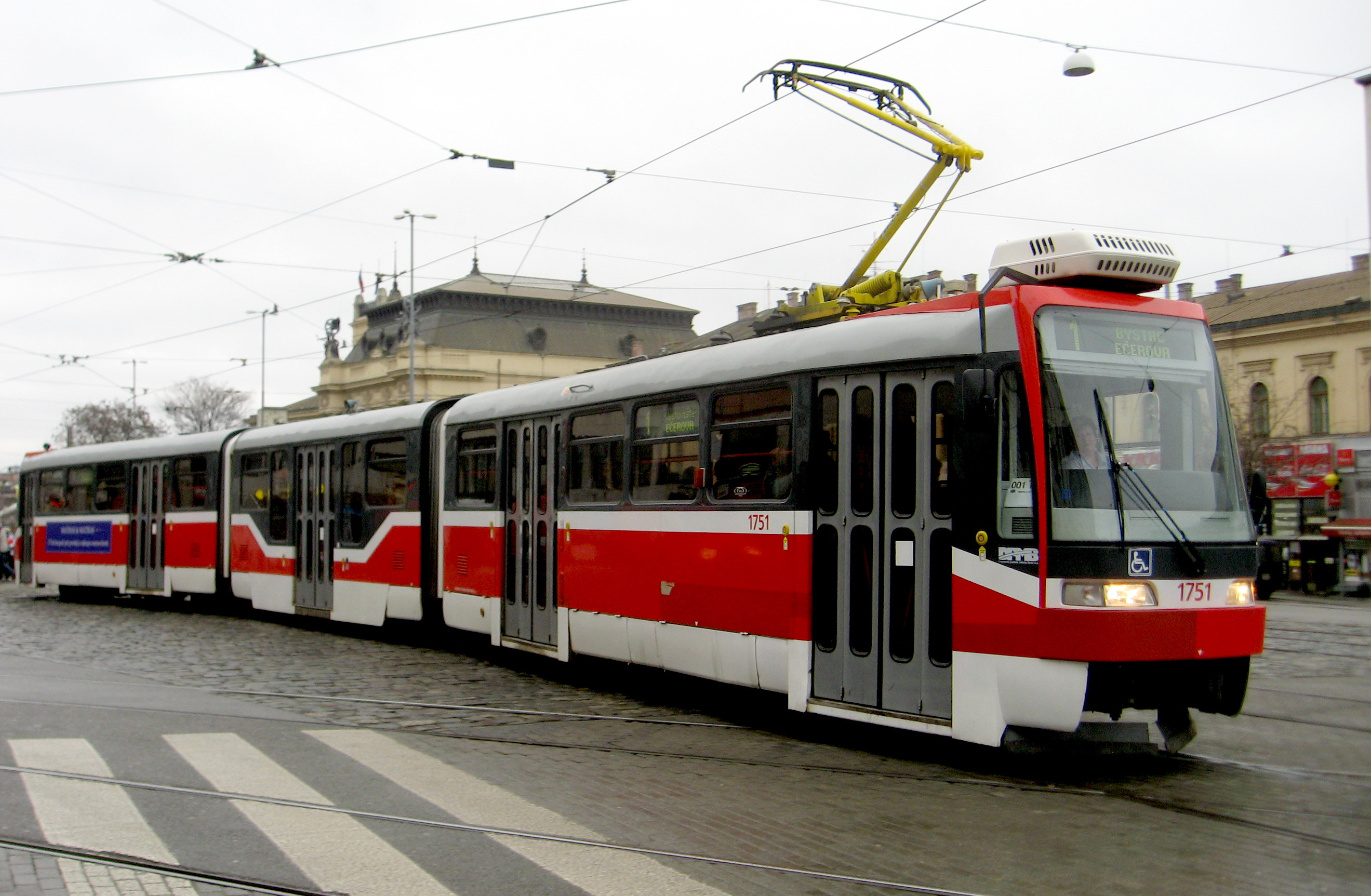
K3R-N（ブルノ）

- K3R-N - 中間に低床車体を増結し3車体連接車とした形式。前後車体についても新造車体に交換された。制御装置はセゲレツ製のTVプログレスが用いられる。ブルノ市電へ向けて4両が改造されている[25][26]。

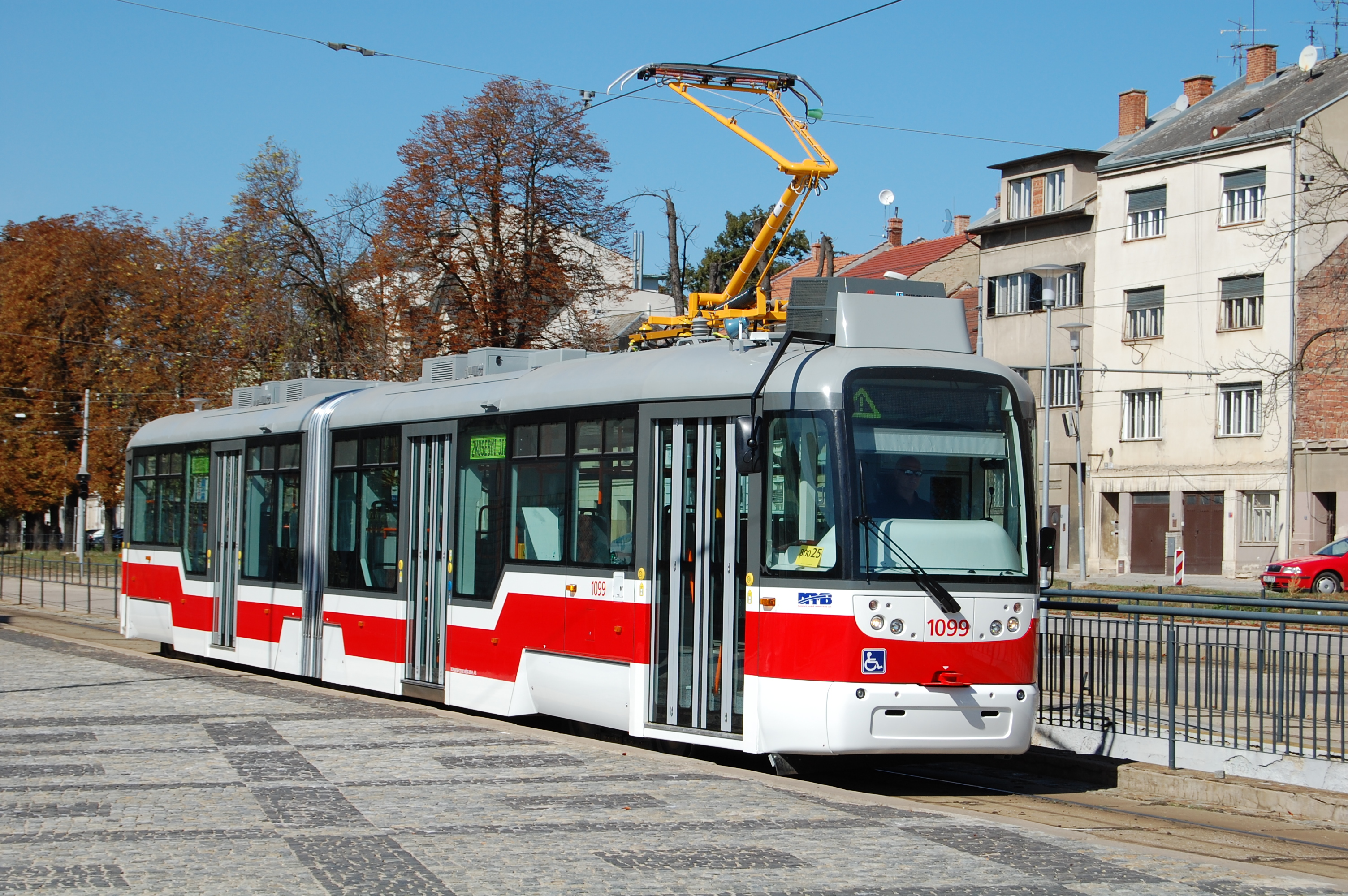
ヴァリオLF2R（ブルノ）

- ヴァリオLF2R - ブルノ市電やオストラヴァ市電に在籍していたK2の一部は、アライアンスTWによって製造された超低床車体や新造品の電気機器への交換が実施され、形式名を「ヴァリオLF2R」（VarioLF2R）に改めている[10][27]。

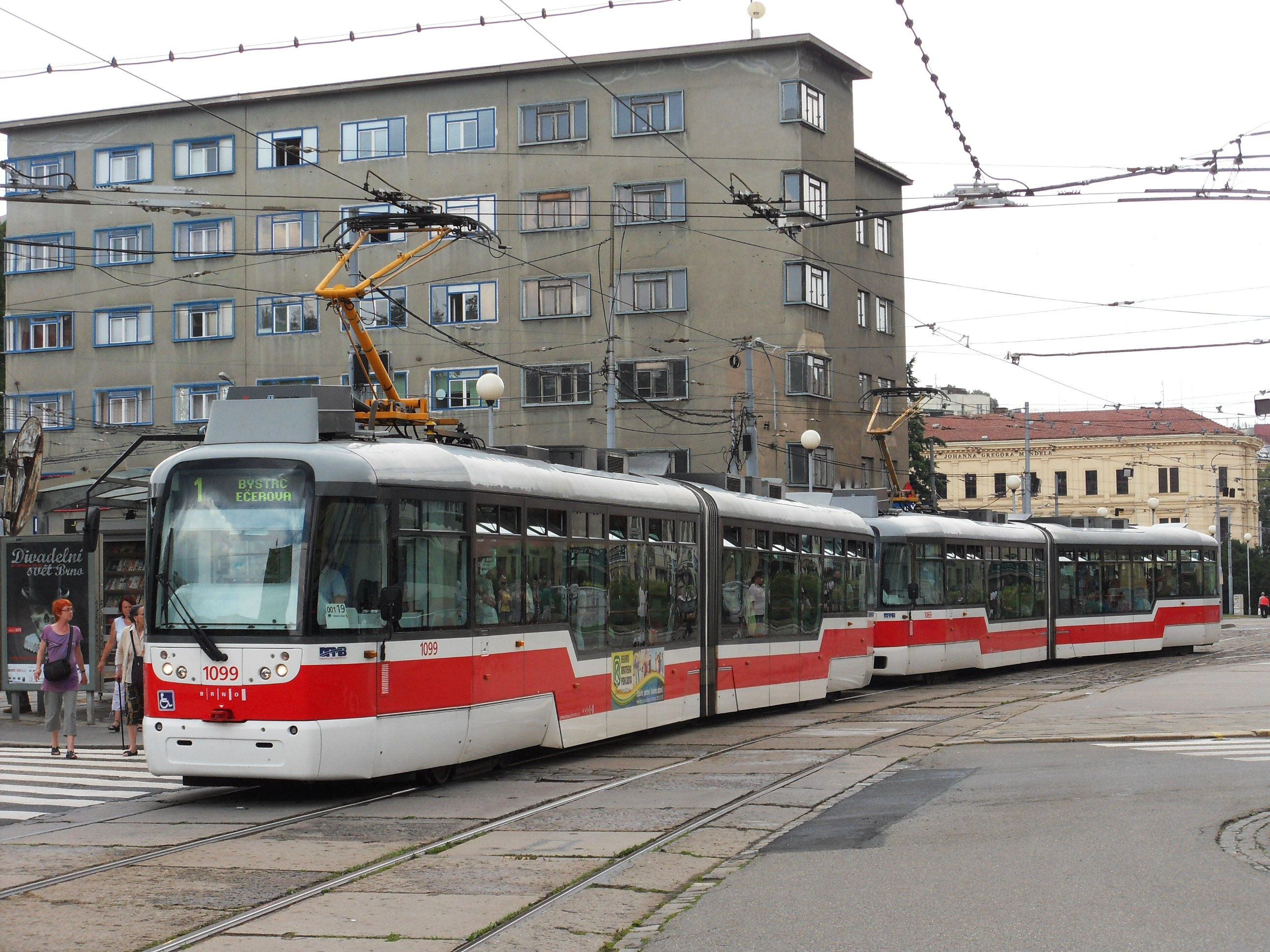
連結運転に使用されるヴァリオLF2R（ブルノ）
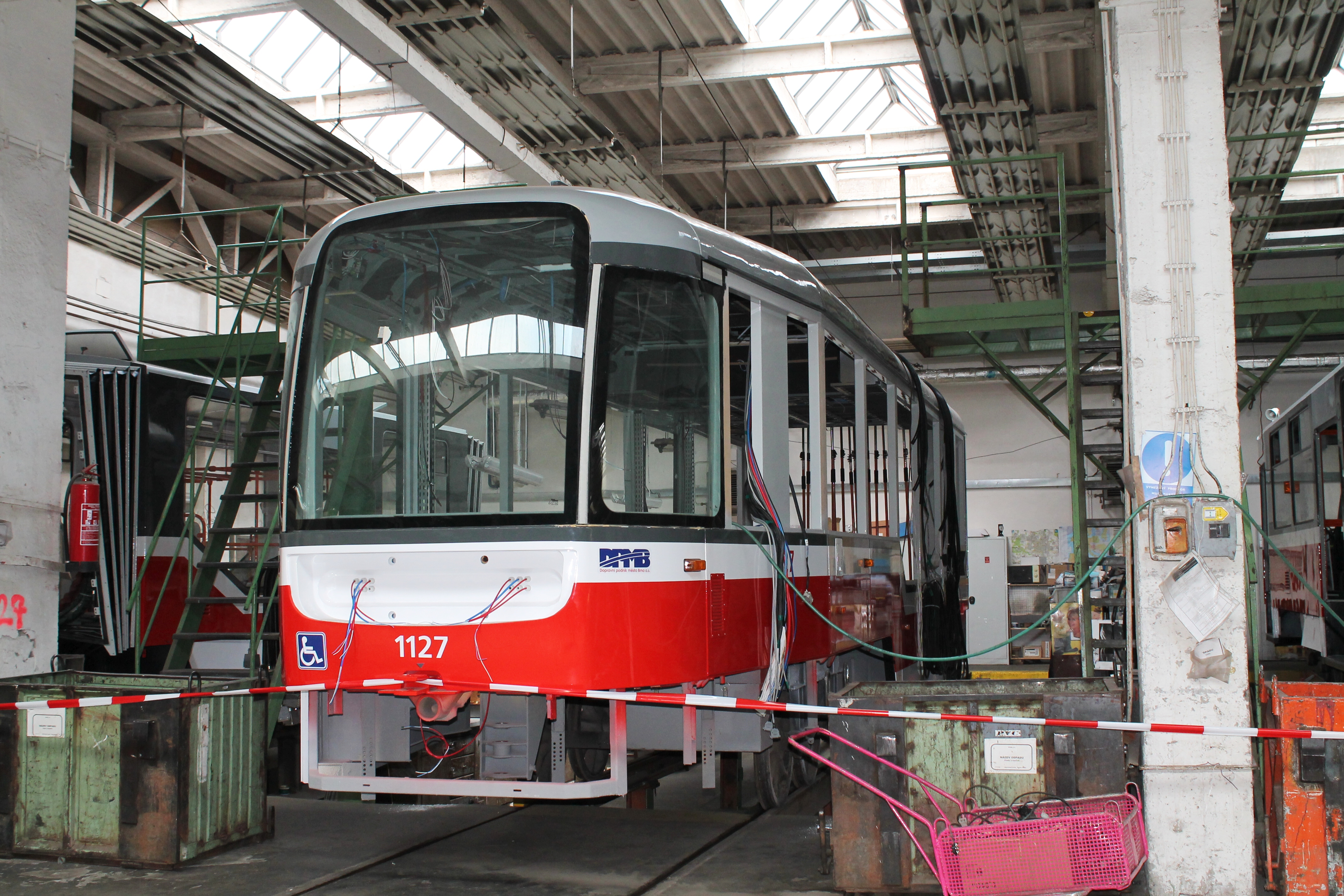
改造中のヴァリオLF2R（ブルノ）

### ボスニア・ヘルツェゴビナ向け

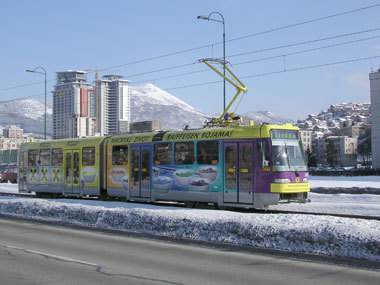
SATRA II（サラエボ）

- SATRA II（チェコ語版） - 車体の改修や電気機器の交換（シーメンス製、誘導電動機・VVVFインバータ制御）に加え、前面の更新が行われた車両。サラエボ市電向けに25両が改造された[28]。

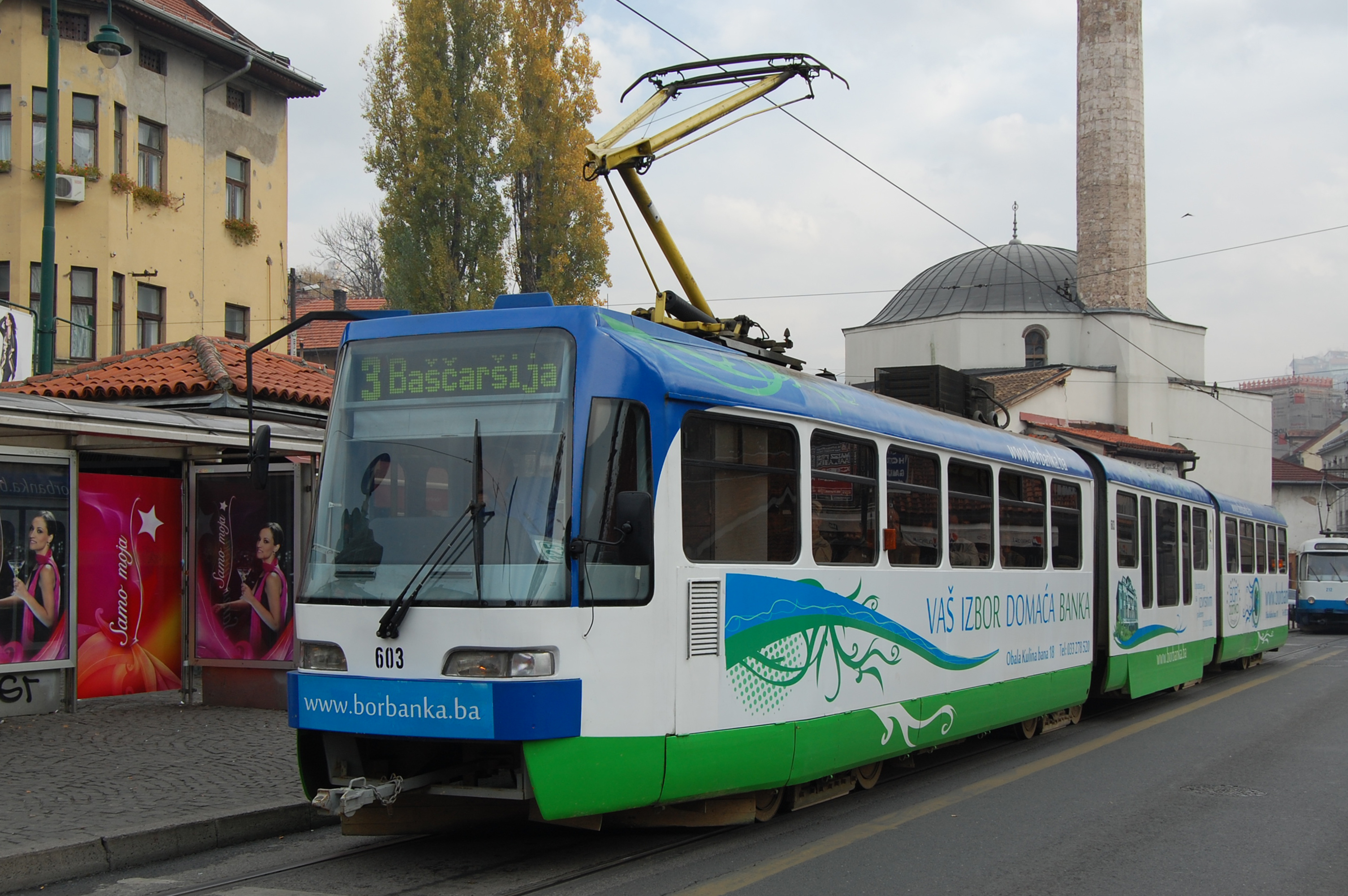
SATRA III（サラエボ）

- Satra III（チェコ語版） - サラエボ市電向けに12両が改造された3車体連接車。中間に増設された低床車体を含めて車体形状はK3R-Nと類似するが、電気機器は"SATRA II"と同じくシーメンス製のものが用いられている[29]。